# Ulanen-Regiment „Kaiser Franz Josef von Österreich, König von Ungarn“ (1. Königlich Sächsisches) Nr. 17
Das Ulanen-Regiment „Kaiser Franz Joseph von Österreich, König von Ungarn“ (1. Königlich Sächsisches) Nr. 17 war ein Ulanenregiment in der 1. Königlich Sächsischen Division.

## Geschichte

Das Offizierskorps des königlich sächsischen Ulanen-Regiments Nr. 17, „Kaiser Franz Josef von Österreich, König von Ungarn“, ca. 1908

Am 1. April 1867 wurde Oschatz Garnisonsstadt. In Privatquartieren bezogen die Eskadronen des 1. Kgl.Sächs.Ulanenregiments No. 17 Quartier. Das Regiment bestand aus 8 Eskadronen (eine Eskadron = 60 Mann). Die 1. Eskadron beherbergte den Kommandeur und seinen Stab. Die restlichen Eskadronen wechselten sich mit der Ausbildung der Rekruten ab. Die 6., 7. und 8. Eskadron waren nur nominell aufgestellt und dienten im Kriegsfall der Personalverstärkung. Die Stärke des Ul.Reg. 17 betrug im Frieden 350, im Kriegsfall war eine Stärke von 500 Reitern vorgesehen.
Nach dem Deutsch-Französischen Krieg (1870 bis 1871) bezog das Regiment in der neuerbauten Kaserne Quartier. Aufgrund des königlichen Erlasses vom 30. Mai 1891 wurde der Zusatz: „Kaiser Franz Joseph von Österreich, König von Ungarn“ mit Wirkung zum 21. November 1891 der Truppenbezeichnung hinzugefügt. Die Umbenennung in „Kaiser Franz-Joseph Kaserne“ fand am 26. November 1891 statt. Die 1. und 3. Eskadron bezog in dieser Kaserne Quartier. Ein weiterer Kasernenbau folgte in den Jahren 1901 bis 1902 und wurde finanziert durch Herrn Gadegast, Besitzer des Stadtgutes, auch Thalgut Oschatz genannt. In diesem war die 5. Eskadron untergebracht. Die Gadegastsche Kaserne, auch als „Rote Kaserne“ bezeichnet, erhielt den Namen König-Georg-Kaserne. Die Oschatzer Waagenfabrik „Kopp & Haberland“ finanzierte 2 weitere Bauten unmittelbar angrenzend an der König-Georg-Kaserne. Bis zum Mai 1913 wurde der Gebäudekomplex fertig gestellt. In der König-Friedrich-August-Kaserne war die 2. Eskadron und in der Prinz-Albert-Kaserne die 4. Eskadron einquartiert.
Am 16. September 1900 verzeichneten die Regimentsannalen den Tod Prinz Alberts von Sachsen (der jüngste Sohn des späteren Königs Georg), Rittmeister und Chef der 4. Eskadron nach einem Wagenunfall bei Nossen. Ein weiterer Unglückstag war der 12. September 1911. Beim Manöverpatrouillenritt durch die Elbe bei Posta ertranken neun Ulanen. Als der österreichische Herrscher Kaiser Franz Joseph am 21. November 1916 verstarb und sein Sohn Karl am gleichen Tag die Nachfolge antrat, wurde das Regiment in 1. Königlich Sächsisches Ulanenregiment No. 17 „Kaiser Karl von Österreich, König von Ungarn“ und seiner Ernennung zum Chef des Regiments mit Wirkung zum 15. Dezember 1916 umbenannt. Am 28. Januar 1919 wurde das Regiment mit den in der Heimatgarnison verbliebenen Truppenteilen (4. Eskadron) in Oschatz formell, am 31. Januar 1919 die Reste des Regiments in Königsbrück bei Dresden, in Vollzug aufgelöst.
Ab 1870 durchlief das Regiment zwei Heeresreformen, die zum Teil die Erfahrungen des Amerikanischen Sezessionskrieges (1861–65), aber auch des Deutsch-Französischen Krieges beinhalteten.
Zahlreiche Truppenversuche mit neuen Waffen wurden durchgeführt. Die reguläre Bewaffnung des Deutschen Heeres bestand ab 1898 aus dem Karabiner Mauser M98 Kal. 8 X 57 IS. Dieser Karabiner wurde in allen Teilstreitkräften (Heer und Marine) eingeführt. Nach der Ausmusterung des Dreyse-Zündnadelgewehres und dessen Nachfolgemodellen war dieser Karabiner fast revolutionär zu nennen. Lediglich bei den berittenen Verbänden musste die Waffe beim Reiten über den Rücken gehängt werden und war damit schwer zu handhaben.
Die Oschatzer Ulanen machten Truppenversuche mit einem leichten Karabiner, der in den USA produziert wurde. Hierbei handelte es sich um das Winchester-Repetiergewehr Modell 1895 im leichteren Kaliber .30-06 Winchester. Dieser Karabiner besaß einen Unterhebel (Lever Action), die Waffe war fast einhändig zu handhaben, wesentlich leichter und in einem Sattelschuh zu führen.
Neben der traditionellen Blankwaffe der Reiterei, dem sächsischen Kavalleriesäbel Modell M 92, der mit dem preußischen Modell identisch war und sich nur durch das kgl. sächs. Wappen mit Raute an der Parierstange bzw. dem Handschutz unterschied, besaß jeder Reiter des Regiments die Armeepistole Luger 08 (eingeführt 1909) im Kal. 9 X 19 (9-mm-Parabellum). Diese Pistole löste den Reichsrevolver Mod. M 79 Kal. 10,6 mm ab, dessen Abzugs- und Hahnspannsystem dem des amerikanischen Smith-and-Wesson-Revolvers „Russian“ entliehen war.
Die 1. und 3. Eskadron wurden ab 1912 mit dem Winchester-Repetiergewehr M 1895 im Kal. .30-06 Winchester ausgerüstet. Hierbei handelte es sich um die Ausführung Muskete mit Einrichtung zur Aufpflanzung von Bajonetten. Die Waffe verfügte über ein Visier mit Einstellungen bis 800 m (ca. 900 Yards). Die restlichen Eskadronen des Ulanenregiment 17 waren weiterhin mit Karabiner K 98 ausgestattet.
Ausgebildet wurde an allen Waffen. Auch die klassische Waffe der Ulanen, die Lanze, blieb weiter auf dem Ausbildungsplan. Sie wurde aber ab 1910 nur noch zu Paraden und öffentlichen Anlässen von den Kavalleristen geführt. Gelehrt wurde auch noch der klassische Angriff der Reiterei mit gezogenem Säbel, franz. „CHOC“ genannt. Aus den Erfahrungen des Amerikanischen Sezessionskrieges und des Krieges 1870/71 war allerdings klar, dass die Kavallerie gegen die modernen Waffen des Infanteristen bei einem Frontalangriff keine Chance haben würde.
So wurden die Kavallerieregimenter des Kaiserlichen Deutschen Heeres vermehrt als schnelle operative Infanterie auf dem Gefechtsfeld eingesetzt und darin ausgebildet.
Die 3. Eskadron des 1. Kgl.Sächs. Ul.Reg. 17 stellte auch die Mehrheit der Reiter für die deutsche Schutztruppe des Generals Lothar von Trotha in der Kolonie Deutsch-Südwestafrika ab.

## Die Errichtung des Oschatzer Ulanen-Regiments
Der Berliner Friedensvertrag vom 21. Oktober 1866 brachte den Eintritt Sachsens in den Norddeutschen Bund. Damit war die Eingliederung der sächsischen Truppen in seine Landmacht verbunden. Die sächsische Armee wurde umgestellt und aufgestockt. Unter den neuen Truppen waren zwei Kavallerieregimenter. Sie wurden – anknüpfend an die Tradition der alten sächsisch-polnischen Ulanen – Ulanenregimenter und bekamen im Anschluss an die preußischen Ulanen die Nr. 17 und 18. Zur Aufstellung hatte jedes der vier alten Reiterregimenter in sich eine 6. Schwadron gebildet und dann je 2 durch das Los bestimmte Schwadronen an die neuen Regimenter abgegeben.
Das aus braunen Pferden bestehende Gardereiterregiment loste nur eine Schwadron aus und gab die 4. Schwadron wegen ihrer vielen bunten Pferde ohne weiteres ab. Das Pferdeallerlei bekamen die 17er Ulanen, dazu noch die 1. Schwadron. Aus dem Reiterregiment „Kronprinz“ wurden die 1. und 3. Schwadron ausgelost.
Das 2. Ulanenregiment bekam je zwei Schwadronen des 2. und 3. Reiterregiments. Als Stiftungstag hatte der 1. April 1867 zu gelten.
Das Ulanenregiment Nr. 17 wurde in folgende Orte gelegt:
- Stab und 1. Schwadron nach Oschatz
- 2. und 3. Schwadron nach Rosswein – vom 1. Juni 1867 nach Oschatz
- 4. Schwadron nach Wilsdruff – vom 1. Juni 1867 Oschatz

Nach dem Krieg 1870/71 zogen auch die Riesaer Reiter in Oschatz ein, so dass das Regiment mit Recht „die Oschatzer Ulanen“ hieß. Schon am 1. Oktober 1867 wurde die 5. Schwadron gebildet. Das Regiment bestand 1867 aus 29 Offizieren, 722 Unteroffizieren und Mannschaften und 708 Pferden. Als Uniform erhielt das Regiment die blaue Ulanka mit rotem Kragen und Aufschlägen, gelben Knöpfen und weißem Vorstoß.
Die langen blauen Hosen der Mannschaften waren mit einem, die der Offiziere mit zwei roten Streifen besetzt. Als Kopfbedeckung diente eine polnische „Tschapka“ und eine weiße Mütze mit blauen Streifen. Das bedeutete ein Gemisch polnisch-preußisch-sächsischer Überlieferungen. Das Regiment hatte 900 Lanzen mit weiß-grüner Flagge, 960 Säbel und 700 glatte Pistolen.
Die Offiziere waren aus den bestehenden Reiterregimentern und aus der ehemals Hannoverschen Armee übergetreten. Aus österreichischen Diensten war der Kommandeur, Oberstleutnant v. Miltitz, gekommen. Aus den zusammengewürfelten Schwadronen war ein einheitliches Ganzes zu schaffen, das eine neue Bewaffnung erhalten und das nach anderen Bestimmungen ausgebildet werden musste. Dies gelang, und schon am 28. Mai 1865 hatte das Regiment seine erste Besichtigung, bei der König Johann die vom Gefreiten Hosemann gereichte Lanze mit einem Schildchen (Aufschrift I.R. 28. Mai 1867) und einer seidenen Flagge versah. Diese Lanze hieß von nun an „Königslanze“.
1868 wurden die sächsischen Bezeichnungen: Kommandant, Oberleutnant und Schwadron, durch die eingedeutschten ehem. französischen Namen: Kommandeur, Premierleutnant und Eskadron ersetzt. Diese wurden erst mit der 1. Heeresreform ab 1871 geändert. Nun führten die Offiziere wieder die deutschen Bezeichnungen, lediglich Eskadron und Kommandeur blieb.

## Ausbildung und Dienst in Friedenszeiten

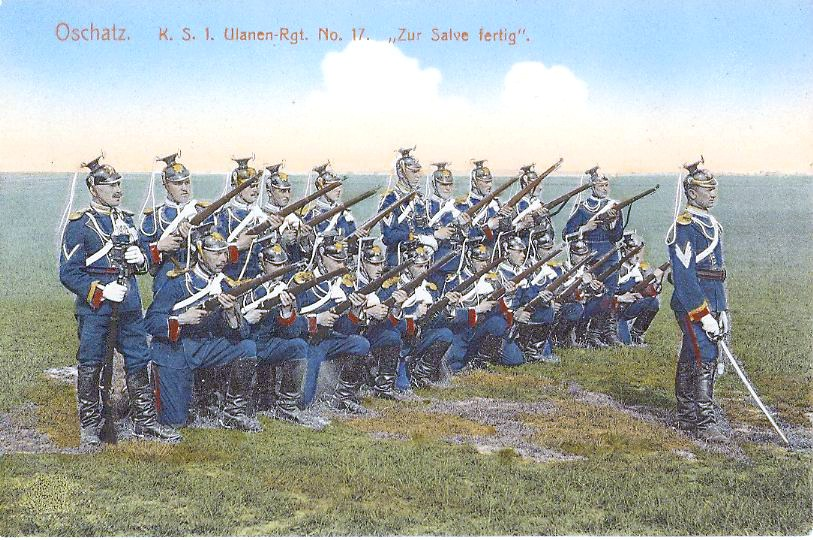
Übung

Die Grundausbildung eines Kavalleristen der 17er Ulanen dauerte ein Jahr. Neben der infanteristischen Grundausbildung, die sechs Monate dauerte und Scharfschießen sowie infanteristischen Nahkampf umfasste, bildeten die nächsten sechs Monate die reiterische Grundausbildung. Veterinärwesen stand genauso auf dem Dienstplan wie Geländereiten unter schweren gefechtsmäßigen Bedingungen. Die 17er Ulanen waren dafür bekannt, dass sie über schussfeste Pferde verfügten. Diese Pferde waren der Stolz des Regiments. Ihre Ausbildung war langwierig.
Rittmeister Noack, damals Fähnrich beschreibt die Ausbildung der Remontepferde und der Einsatzpferde folgendermaßen:

„Wir kauften unseren Beritt immer von privaten Züchtern. Bevorzugt waren sächsische Warmblutpferde, schließlich war man ja in Sachsen. 3- bis 4-jährig kamen sie zu uns. In der Dresdner Straße gab es einen Bauern, der uns Futter lieferte. Wir setzten bei den Pferden die Fluchttriebe, also die Reizschwelle höher. Dies geschah durch Gewöhnung an Schüsse, Geräuschquellen, flatternde Tücher und ähnliches. In der Regel dauerte es bis zu acht Monaten, bis die Ausbildung abgeschlossen war. Dann kamen die Pferde in die Remonte oder in den täglichen Beritt. Da jeder Reiter sein eigenes Pferd besaß, für das er allein verantwortlich war, entstand schnell eine Beziehung zwischen Mensch und Tier. Das hat sich in jeder Beziehung, vor allem aber im Fronteinsatz später ausgezahlt. Zu meiner Zeit in Oschatz ist es nie zu Unfällen mit Pferden gekommen.“

## Die Ausbildung der Kavallerieeinsatzpferde
Anders als heutige Sportpferde des Englischreitens wurden an Kavallerieeinsatzpferde andere, wesentlich höhere Ansprüche gestellt. Sie mussten nicht nur schnell, wendig und ausdauernd sein, sondern auch nervenstark und für ihren Reiter sprichwörtlich durchs „Feuer“ gehen. Die Ausbildung war langwierig und wurde nur von erfahrenen, altgedienten Soldaten vollzogen. Das werdende Einsatzpferd begann seine Ausbildung im Alter von dreieinhalb bis vier Jahren.
Am Anfang stand die Bodenarbeit. Hier wurde das Tier mit allen ungewohnten Situationen vertraut gemacht. Dies waren Schüsse aus Pistole und Karabiner, Feuer, flatternde Tücher, schlagende Türen und ab 1910 auch die Gewöhnung an Kraftfahrzeugmotoren. Gleichzeitig lernte das Pferd sich auf Kommando abzulegen und es zu tolerieren, dass ein Reiter mit auf seinem auf den Bauch des liegenden Pferdes aufgelegten Karabiner und damit in der Deckung liegend, Schüsse (zuerst mit Platzpatronen, später mit scharfer Munition) abgab. Hatte das Pferd dieses gelernt, kam es in die Berittausbildung.
Im Gegensatz zur heutigen Sportreiterei und dem Englischreiten waren brachiale Gewalt und Schläge z. B. „Barren“ (Schläge auf den Kronrand der Vorderhufe, um ein Höherspringen zu veranlassen) nicht nur unüblich, sondern auch verboten. Ein einmal geschlagenes Pferd galt bei den Ulanen des Oschatzer Regiments als versaut.
Die Pferdeausbildung war nicht nur langwierig, sondern auch nur gewissen Personen vorbehalten, die das nötige Fachwissen mitbrachten. Wachtmeister Friedrich Schmitz (als Leutnant 1915 in Russland gefallen), der die Ausbildung in der US-Kavallerie absolviert und es bis zum Lieutenant gebracht hatte, war ein solcher Mann.
Nach der Bodenarbeit ging es an das Bereiten. Anders als bei anderen Kavallerieregimentern ritten die Oschatzer Ulanen mit den in den USA üblichen „Neck Reining“, d. h. die Kommandos zur Richtungsänderung wurden nicht mit dem innenliegenden Zügel, sondern mit dem äußeren gegeben. Dadurch wurde das einhändige Reiten wesentlich vereinfacht. Denn es galt die Devise: “One hand for horse, one hand for man” (deutsch: „Eine Hand fürs Pferd, eine für die Waffe“).

„Ebenso wurden unsere Pferde gründlich durchgymnastiziert. Ich kann die vielen Volten, die ich geritten habe, nicht zählen. Es waren sicherlich tausende. Scharfe Gebisse hatten wir nicht im Gebrauch. Denn wir waren geradezu darauf erpicht, die Hilfen abzubauen. Auch wurde bei uns mit durchhängendem Zügel in allen Gangarten geritten. In der Ausbildung ritten wir mit unseren Pferden durch Gebäude und über schiefe Ebenen. Auch das Springen mit Pferd aus einem langsam rollenden Güterzug wurde geübt. Bei der Mobilmachung stellten wir 1914 in Metz einen ‚Weltrekord‘ auf. 400 Reiter in ca. 10 Minuten auf die Eisenbahn verladen!! Wir vollführten Wendungen mit Pferd auf der Stelle. Wer einmal einen ‚Grossen Zapfenstreich‘ auf dem Marktplatz in Oschatz erlebt hat, dem ist mit Sicherheit ein ‚Kalter Schauer‘ über den Rücken gelaufen, als nach dem Lied ‚Ich bete an die Macht der Liebe‘ und dem Kommando: ‚Grosser Zapfenstreich stillgesessen! Eskadronen kehrt, Marsch!‘ 200 Reiter ihre Pferde auf der Stelle um 90 Grad wendeten, die Pferde dabei mit den Vorderhufen in der Luft, auf der Hinterhand drehend, wie auf einen Schlag einheitlich aufsetzten. 600 Hufeisen knallten gleichzeitig auf den gepflasterten Boden. Funken schlugen und es krachte wie ein Artillerieeinschlag. Das nachfolgende Kommando der Offiziere war durch den frenetischen Beifall tausender Zuschauer nicht mehr zu vernehmen.“

Ein weiteres Ausbildungsziel war die Gewöhnung der jungen Einsatzpferde an das Artilleriefeuer. Hierzu verlegte das Regiment in die Rominter Heide nach Goldap/Ostpreußen. Hier wurde sehr viel Zeit für das spezielle Training aufgewendet.

„Diese Ausbildung wurde erst mit dem Dienstantritt des Wmstr. Schmitz eingeführt. Ich bin heute noch der Auffassung, dass der Tod des Prinzen Albert durch den Wagenunfall bei Nossen am 16. September 1900 mit diesem gezielten Training hätte verhindert werden können. Nach der Fehlzündung eines Kraftfahrzeugmotors waren die Pferde des Kutschengespanns des Kronprinzen durchgegangen und der Wagen eine Böschung hinabgestürzt.“

Die Pferde des Oschatzer Ulanenregimentes waren aufgrund ihrer Ausbildung sehr begehrt. Sogar der König von Sachsen ritt ein Pferd der Oschatzer Ulanen, das von Wmstr. Schmitz ausgebildet war. Es war bei den Ulanen üblich, dass jeder Reiter sein „eigenes“ Pferd besaß, für das nur er allein verantwortlich war. So entstand schnell eine tiefe Beziehung zwischen Pferd und Reiter.
Da kam es 1911 fast zu einem Eklat. Oberstleutnant von Arnim, Regimentskommandeur, schwebte in Anlehnung an die 7. US-Kavallerie vor, dass jede Eskadron Pferde in gleicher Farbe zu reiten hatte. Die Folge wäre gewesen, dass Pferde und Reiter wechseln mussten. Dadurch wäre aber auch jene zackige Paradevorführung möglich gewesen, wie sie seinerzeit Oberst George Armstrong Custer, Kommandeur des 7. US-Kavallerieregimentes, behagte. Die Männer kochten vor Wut über diese überflüssige und rücksichtslose Anordnung. Schließlich ließ von Arnim von seinem Vorhaben ab. Kurze Zeit später wurde er versetzt.

## „Remondis“ – Das Pferd des August III. König von Sachsen
Zu der Tradition in deutschen Fürstenhäusern gehörte es, dass ein Herrscher die Kunst des Reitens erlernen musste. Das ging allerdings nicht immer so glatt, wie es an den Beispielen Wilhelm II., Kaiser des Deutschen Reiches, und August III., König von Sachsen, zu ersehen war.
Trotz verwandtschaftlicher Verhältnisse bestand eine natürliche Konkurrenz der Fürstenhäuser zueinander. Wilhelm II. litt an einer Verkrüppelung seines linken Armes, dem Amplexus-Syndrom, das ihm zeitlebens Probleme machen sollte. Gerade deswegen verlegte er sich akribisch auf die Reiterei, denn hoch im Sattel sitzend sah man ihm das Handicap nicht mehr an. Im späteren Alter jedoch, besonders in seinem holländischen Exil, wurde der Stock sein ständiger Begleiter. Aber auch als Reiter sah man ihn nur in Standposen, höchstens sein Pferd im Schritt reitend.
Auf seinen Vetter, August III. König von Sachsen sah er lächelnd und hochmütig herab. Dieser von Natur aus eher unsportlich, war seinem Naturell entsprechend eine ruhige Person. Jegliche sportliche Betätigung war ihm abhold.
Während Kaiser Wilhelm II. also jede Gelegenheit nutzte, um über seinen sächsischen Verwandten zu triumphieren, blieb dieser gelassen. Er sollte seine Stunde noch bekommen.
Bilddokumente zeigen bei Kaisermanövern Wilhelm II. hoch zu Ross. Zeitzeugen, insbesondere Kavallerieoffiziere, bescheinigen ihm eher mäßige bis mangelhafte reiterische Fähigkeiten. Wilhelm II. ließ jedoch keine Gelegenheit aus, um sich seinem sächsischen Vetter gegenüber hervorzuheben.
1912 war das Maß voll. Bei einem Truppenbesuch in Königsbrück fielen Hauptmann von Kageneck, dem Adjutanten des sächsischen Königs, die Pferde des Oschatzer Ulanenregimentes auf. Kurzum, Wmstr. Schmitz war im Gespräch und wurde seiner Majestät vorgestellt. In der folgenden Zeit wurde Wmstr. Schmitz eine seltene Erscheinung im täglichen Dienstbetrieb des Ul.Reg 17. Das Resultat der verborgenen, meist nächtlichen Ausbildung hieß „Remondis“, ein Pferd, sächsisches Halbblut, dessen Ausbildung höher war als die reiterischen Fähigkeiten seines neuen Herrn. Auf ihm stahl der sächsische Herrscher dem deutschen Kaiser die Show. „Remondis“ führte alle Kommandos mit minimalen Hilfen aus und war bei Manövern, Paraden und öffentlichen Militäranlässen immer an der Seite seines Herrn. Er folgte seinem Herrn 1918 in das Exil im schlesischen Sibyllenort.
Wmstr. Friedrich Schmitz wurde auf Befehl von August III. mit Wirkung zum 1. Januar 1915 zum Leutnant befördert, um sich endlich gegenüber den Neidern aus Offizierskreisen durchsetzen zu können. Als Fachkundenachweis diente sein US-amerikanisches Leutnantspatent, eine eher unübliche Praxis im Deutschen Reich.
„Remondis“ folgte 1932 dem Trauerzug Augusts III., seinem Freund, dem letzten sächsischen Herrscher, als dieser in Dresden beigesetzt wurde.

## Schießausbildung

### Schießen mit Pistole 08 vom Pferd
Die Pferde waren im Durchschnitt besser ausgebildet als ihre Reiter, die das Handwerk erst noch mühsam lernen mussten. Ein besonderes Problem stellte das Schießen mit der Pistole 08 vom Pferd dar. Die an die deutsche Kavallerie ausgegebenen Dienstpistolen Parabellum 08 hatten einen extra nachgestellten höheren Druckpunkt, also einen extrem harten trockenen Abzug. Dieser lag bei circa 1800 Gramm. Durch einen leichtgängigen Abzug bestand die Gefahr, das eigene Pferd zu treffen. Die Schwergängigkeit des Abzugs war gewünscht, da der Kavallerist zum Schießen einen „Feuerhalt“ einlegte. Das wilde Herumschießen eines im Galopp reitenden Soldaten war eine Beruhigung der eigenen Nerven und wurde von der US-Kavallerie sinnigerweise Loose or Panic Fire genannt, ist aber sinnlose Munitionsverschwendung.
Die Pferde waren so gedrillt, dass sie zum Feuerhalt abrupt stehenblieben, der Reiter schoss mit der ausgestreckten Hand angedeutet und instinktiv gezielt, das Pferd ging danach wieder in die gewünschte Gangart über. Es wurde aber niemals über den Kopf des Pferdes hinweg geschossen.
Im 1. Kgl. Sächs. Ul.Reg.17 herrschte eine Devise: „Waffe im Holster = gesichert, Waffe in der Hand = feuerbereit. Pistole in der Hand – reitend – gesichert – was soll das?“ Die Handhabung einer Waffe, auch der Sinn und die Wirkung derselben, waren Bestandteil der Ausbildung. Nur eine hervorragende und konsequente Ausbildung ersetzt eine manuelle Sicherung. Eine gesicherte Waffe auf dem Gefechtsfeld bedeutet das Todesurteil für den Träger; denn er signalisiert dem Gegner mit der Waffe in der Hand eine tödliche Absicht, kann sie aber nicht durchführen, da seine Waffe gesichert ist. Diesen gesicherten Zustand erkennt aber sein Gegenüber nicht und nimmt die Drohung ernst.
Als an der Pistole ausgebildet galt ein Reiter des Oschatzer Ulanenregimentes, wenn er vom Pferd ein Ziel in Brustgröße auf ca. 30 Meter treffen konnte.

### Schießen mit Karabiner K98 und Winchester M 95 vom Pferd
Die Schießausbildung mit dem Karabiner K98 oder der Winchester M 95 vom Pferd war wesentlich aufwendiger und stellte die Nerven der Ausbilder des Regimentes auf eine harte Probe. Aufgrund der Waffenlänge war die Handhabung umständlicher. Zuerst wurde das Schießen der Waffe rein infanteristisch geübt. Beherrschte der Rekrut seine Waffe aus allen vier Lagen: liegend, kniend, stehend aufgelegt und stehend freihändig, führte man ihn an das Schießen vom Pferd heran. Hierbei war der Einsatz von Platzpatronen obligatorisch. Lakonischer Kommentar des ehemaligen Regimentsausbildungsoffiziers Rttm. a. D. Noack: „Wir waren Kavalleristen, keine Pferdemetzger.“
Im Gegensatz zum Schießen mit der Pistole wurde der Karabiner beim Feuerhalt über den waagerechten in Augenhöhe gezogenen angewinkelten linken Arm gelegt, und das Pferd nach rechts quer zum Ziel angestellt. Dies wurde drillmäßig geübt. Eine Besonderheit der Oschatzer Ulanen waren ihre Pferde, die sich im Feuerkampf auf Kommando hinlegen konnten, so dass der Reiter hinter ihnen in Deckung gehen konnte. Am Karabiner K98 und am M95 ausgebildet galt, wer ein 60 cm × 60 cm großes Ziel vom Pferd in 100 Meter Entfernung treffen konnte.
Zweimal im Jahr verlegte das Regiment nach Ostpreußen in die Garnison Goldap, inmitten der Rominter Heide. Hier wurde mit schwerer Artillerie geschossen und das Zusammenspiel Infanterie, Kavallerie und Artillerie geübt.
Zu einem Zwischenfall besonderer Art mit „hohen Tieren“ kam es während des Frühjahrsmanövers 1914. Das geschah im Offizierskasino der Garnison Goldap.

„Seine Excellenz Kaiser Wilhelm II. und König August III. von Sachsen standen während des Empfangs zusammen, als der Kaiser den sächsischen König fragte, wie ihm die neuesten Geschütze von Krupp gefallen haben. Antwort des Sachsenkönigs: „Se bumsen laut!““

## Garnisonsdienst
Lasch und lustig war der Dienst bei den Ulanen keineswegs. Das belegen unzählige Disziplinarstrafen, die schon wegen der geringsten Vergehen verhängt wurden. Ordnung, Sauberkeit und Drill standen auf dem täglichen Dienstplan. Die Führer der Korporalschaften wachten mit Argusaugen über ihre untergebenen Soldaten. Energisches Durchgreifen im täglichen Dienstbetrieb zeichnete die Unterführer der Eskadronen aus. Für ein nachlässig trockengeriebenes, schlecht geputztes Pferd musste ein Reiter mit beidhändig hoch über den Kopf gehaltenem Karabiner 50 Runden um den kleinen Reitplatz laufen. Das waren ca. fünf Kilometer.
Hart wurde aber auch gegenüber Offizieren des Regiments durchgegriffen.

„Eines Abends hatten zwei Offiziere, Leutnant Faber, Zugführer der 4. Eskadron und ein weiterer, an dessen Namen ich mich nicht mehr erinnere, ausgiebig dem Alkohol zugesprochen. Aus dem Offizierskasino kommend haben sie dann mit ihren Pistolen auf dem Reitplatz Schießübungen veranstaltet. Eine verirrtes Projektil hat dann einen Anwohner, der hinter der „Kaiser Franz Joseph“-Kaserne wohnte, schwer verletzt. Beide wurden festgenommen, vor ein Militärgericht gestellt, degradiert und nach Dresden gebracht. Sie sind beide zur Infanterie als gemeine Soldaten versetzt worden. Faber ist dann später in Flandern gefallen.“

Das Regiment war bei den Oschatzer Geschäftsleuten, besonders den Inhabern von Gaststätten und Restaurationen, beliebt. Zwischenfälle mit betrunkenen Soldaten waren aber eher eine Seltenheit. Zu Auseinandersetzungen mit der Zivilbevölkerung kam es eher, wenn es um die Gunst der örtlichen weiblichen Schönheiten ging. Der harte Dienst ließ gerade bei den Mannschaften des Regiments keine allzu festen Bindungen zu. Rittmeister Noack hat dazu 60 Jahre später nur den einen trockenen Satz fallen lassen: „Ein Oschatzer Ulan war ein Mann, dem zum Glück die Frau fehlte.“
Das kann man so oder so sehen. Mit Sicherheit aber nicht ironisch. Denn, um heiraten zu können, brauchten Offiziere der kgl.sächs. Armee von ihrem Regimentskommandeur eine Heiratserlaubnis. Dies war allerdings nicht als Schikane zu verstehen, man wollte vielmehr einer sozialen Verelendung vorbeugen, denn viele Offiziere in anderen Armeen des Deutschen Reiches waren hoch verschuldet. Der heiratswillige Offizier musste seine Vermögensverhältnisse offenbaren. Gerade bei der Kavallerie herrschten auf Grund der Spezialisierung der Truppe vermehrt Versetzungen, die eine längere Abwesenheit der Reiter von ihrer Heimatgarnison bedingten. Fest steht, dass Oschatz als Provinzgarnison keine große Auswahl an „amourösen Abenteuern“ bot.
Offiziere und Mannschaften verkehrten außerdienstlich in getrennten Lokalen. Die Offiziere des Regimentes frequentierten vornehmlich die Gaststätte „Schweizerhaus“, zu der Mannschaften keinen Zutritt hatten und die einen vornehmeren Stil präsentierte.
Der Tagesablauf eines Reiters des Ulanenregiments 17 begann um 5 Uhr morgens mit dem Wecken und endete erst mit dem Zapfenstreich um 22 Uhr, dessen Signal traditionell auf der Trompete geblasen wurde. Kasernenpflichtig waren alle unverheirateten Soldaten und Offiziere bis 30 Jahre. Ausgang erhielten die Mannschaften bis Sergeant nur auf Ausgangsschein bis zum Wecken, der täglich vom Hauptwachtmeister (Innendienstleiter der Eskadron) ausgestellt wurde. Ab Sergeant aufwärts hatte der Reiter automatisch Ausgang bis zum Wecken, ausgenommen natürlich in den Dienstzeiten.
Offiziere ab Leutnant, eingeschlossen Feldwebelleutnant, unterlagen keinerlei Dienstaufsicht. Die Eskradronschefs (Rittmeister und Majore) wohnten meistens außerhalb der Kaserne in der Stadt. Auch außerhalb des regulären Dienstes war es den Offizieren ausdrücklich erlaubt und erwünscht, mit ihrem Dienstpferd, allerdings in Uniform, Ausritte zu machen. Auch außer Dienst trugen die Soldaten und Offiziere in der Öffentlichkeit Waffen. Mannschaften und Unteroffiziere den Kavalleriesäbel M92, Offiziere die Dienstpistole am Koppel, den Säbel M92 beim Ausreiten hingegen am Sattel. Soldaten im Mannschaftsdienstgrad hatten außerdienstlich keine Berechtigung, Schusswaffen zu tragen, ausgenommen auf ausdrücklichen Befehl des Regimentskommandeurs.
Eine Militärpolizei im heutigen Sinne gab es in der Garnison Oschatz zur Zeit der Stationierung des Ulanenregiments 17 nicht. Allerdings gab es berittene Offiziersstreifen, die gerade an dienstfreien Wochenenden die Lokale der Stadt auf sich widerrechtlich aufhaltende Soldaten kontrollierten. Diese waren leicht zu erkennen, denn der Besitz und das Tragen von Zivilkleidern war den Reitern verboten. Lediglich zivile Unterwäsche und persönliche Gegenstände zur Reinhaltung und für die tägliche Hygiene waren erlaubt.

## Besoldung
Der Sold der Reiter richtete sich nach dem jeweiligen Dienstgrad und der Dienststellung. So bekam 1914 ein einfacher Reiter als Rekrut im ersten Jahr 20 Reichsmark (RM) im Monat vom Regimentszahlmeister, ein Leutnant 100 RM ausgezahlt. Das war für damalige Verhältnisse viel Geld. Ein Fabrikarbeiter verdiente im Durchschnitt gerade 30–40 RM im Monat. Die Besoldung der Offiziere und Mannschaften der kgl. sächs. Armee lag ca. 30 % höher als in anderen Armeen des Deutschen Kaiserreiches. Die geringste Besoldung erhielten die Soldaten des Königreiches Preußen.

## „Kaiser Franz-Joseph Kaserne“
Ziviles Rahmenpersonal, wie es in heutigen Streitkräften zu finden ist, war bei den 17er Ulanen eher selten. Instandsetzungen an Gebäuden, die einfach zu bewerkstelligen waren, wurden von der Truppe in Eigenregie ausgeführt. Der Beritt wurde von den Reitern selbst versorgt. So befanden sich auf dem weitverzweigten Gelände der „Kaiser Franz Joseph“-Kaserne das Offizierscasino, eine Schmiede, das Gebäude des Regimentsveterinärs mit klinikähnlicher Ausrüstung, die Regimentsstallungen (eskadronsweise unterteilt), ein Heizkraftwerk (1904 errichtet), eine Bäckerei, Mannschaftskantine, eine Waffenmeisterei mit Werkstatt, die Sattlerei, deren Spezialaufträge von der Sattlerei Kettner in einer Nachbarortschaft erledigt wurden, und schließlich die Regimentsküche, die die täglichen Mahlzeiten der Soldaten zubereitete und auch für die Verpflegung der Offiziere zuständig war. Deren Speiseplan unterschied sich von dem der Mannschaften, nur in Manövern gab es die gleiche Verpflegung für alle Angehörigen des Ulanenregimentes. Untergebracht waren die Soldaten in den Unterkünften ihrer jeweiligen Eskadronen, unterteilt in Korporalschaften zu je 8 bis 10 Mann auf einer Stube. Geschlafen wurde in Zwei- und Dreistockbetten.
Ein Spind von 1 × 1 × 2 Meter diente zur Aufbewahrung der Ausrüstung und des Kavalleriesäbels M92. Die Handfeuerwaffen befanden sich auf den Gängen in in die Wände eingelassenen Gewehrnischen.
Die Karabiner der beurlaubten Mannschaften befanden sich auf der Waffenkammer, kommandierte Reiter nahmen ihre Waffen mit, so dass die Unterführer sich jederzeit durch Begehung der Flure vom aktuellen Personalbestand überzeugen konnten. Die Dienstpistolen der Mannschaften lagerten ebenfalls in der Waffenkammer, die sich in den Gebäuden der jeweiligen Eskadronen befand, die Munition wurde in Behältern außerhalb der Unterkünfte verwahrt.
Die Innenreinigung der Eskadronsgebäude wurde von den Soldaten selbst vorgenommen. Die Flurböden in der „Kaiser Franz-Joseph“ waren rau gefliest, die Flurwände halb gekachelt. Der Boden in den Mannschaftsunterkünften war aus Holz, die Wände verputzt. Das Holz wurde einmal die Woche mit Eisenspänen gesäubert, dann mit Bohnerwachs konserviert. In ruhigen, manöverfreien Zeiten war für die Reiter am Samstagmittag gegen 12 Uhr Dienstschluss. Jede Eskadron unterhielt einen Zugdienst, der die Pferde an den dienstfreien Tagen versorgen musste.
Das Beheizen der Eskadronsgebäude geschah zu Beginn der Kasernenbelegung (ab 1871) mittels Kanonenöfen, die sich in den jeweiligen Räumen befanden. 1904 wurde ein Heizkraftwerk (Kohle) auf dem Kasernengelände errichtet, das die Heizkörper der Liegenschaften mit Heißdampf beschickte. Im selben Jahr wurden die Liegenschaften der Kaserne elektrifiziert.
In der Kaserne gab es pro Eskadronsgebäude zwei Treppenaufgänge, die in die einzelnen Flure führten, damit die Einheiten bei Alarm schnell das Gebäude verlassen konnten.
Die Eskadronsgebäude des 1. Kgl. sächs. Ulanenreg. 17, 5. Eskadron (Gadegast-Kaserne) bestanden aus rotem Backstein und waren so robust, dass sie die Stationierung der sowjetischen Streitkräfte nach 1945 und den damit verbundenen Vandalismus überstanden. Sie wurden Ende 1999 abgerissen. Erhalten geblieben sind jedoch die Gebäude der 1. und 3. Eskadron, die 1919 einer zivilen Nutzung zugeführt wurden.
Die reguläre Dienstzeit eines Ulanen betrug friedensmäßig drei Jahre. Bedingt durch diese für heutige Verhältnisse lange Dienstzeit, konnte es ein Reiter ohne weiteres bis zum Dienstgrad eines Sergeanten (Unteroffizier) bringen.
So im Frieden ausgebildet, war die Truppe bereit für ihren ersten Kriegseinsatz nach 1870/71.

## Die Zeit von 1871 bis 1914
In den Friedensjahren von 1871 bis 1914 wurden die Erfahrungen des Feldzuges verarbeitet. Erneuerungen an Material und Waffen waren nötig. Zudem durchlief das Regiment zwei Heeresreformen. Das äußere Erscheinungsbild der Reiter wurde durch die Einführung der hohen Reitstiefel und der kürzeren Reithose (US-amerikanisches Vorbild), Truppeneinführung 1871, geändert.
Ebenso änderte sich Wesentliches in der Bewaffnung: Karabinerbewaffnung K88 und K98 sowie das Winchestermodell M 1895 als Erprobung (erfolgreich abgeschlossen, aber nicht eingeführt, da Russland ebenso ausrüstete) und der neue Kavalleriesäbel M92, der wesentlich leichter zu handhaben war. 1909 wurde letztlich die neue Armeepistole 08 eingeführt.
Neue Dienstvorschriften wie die KDv 10/88 – „Das Kavalleriepferd im Gefecht“, erlassen 1888, und die neuen Garnisonsvorschriften trugen dazu bei, die Truppe zu straffen und schlagkräftiger zu machen.
Regierungswechsel brachten Vereidigungen auf die neuen Kriegsherren:
- 29. November 1873 auf König Albert.
- 21. Juni 1902 auf König Georg.
- 16. Oktober 1902 auf König Friedrich August.

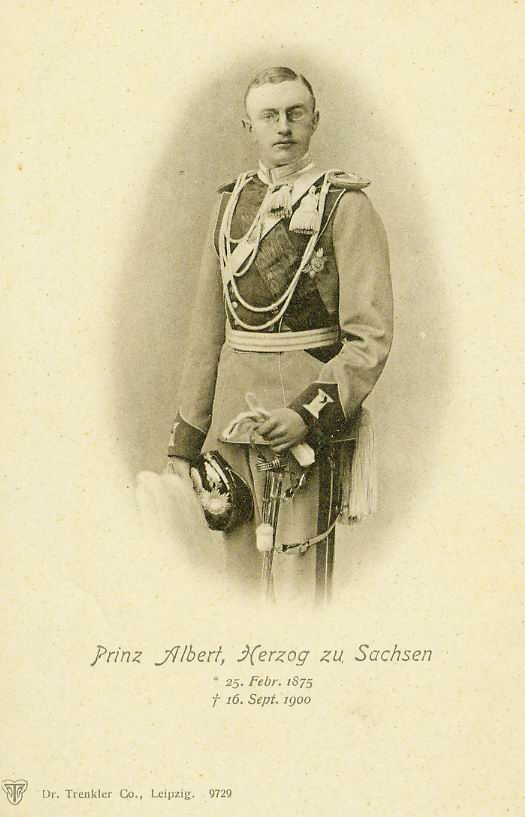
Prinz Albert, Herzog von Sachsen

1874 schied der verdiente Oberst von Miltitz, um als Generalmajor die 24. Kavalleriebrigade zu übernehmen. Er starb 1880 als Stadtkommandant von Dresden. Der Miltitzplatz und die Miltitzstraße in der Garnisonsstadt Oschatz wurden nach ihm benannt, der Miltitzplatz erinnert bis heute an den ersten Kommandeur des Ulanenregimentes.
Am 21. November 1891 erfolgte dann die Umbenennung in 1. Ulanen-Regiment „Kaiser Franz Joseph von Österreich, König von Ungarn“ Nr. 17. Das 25-jährige Dienstjubiläum wurde am 1. April 1892 begangen. Gleichzeitig die Umbenennung von zwei Plätzen und einer Straße: Douzyplatz, Miltitzplatz und Miltitzstraße. Das Offizierskorps beschloss, den Gefallenen ein Denkmal zu errichten, was in Form eines Obelisken an der Hauptwache ausgeführt wurde.
Das sächsische Königshaus ehrte das Regiment dadurch, dass seine Mitglieder in ihm Dienst taten. Vornehmlich in der 4. Eskadron. Im September 1892 trat Prinz Max ein, der später Priester wurde, und 1898 Prinz Albert, der als Rittmeister und Chef der 4. Eskadron am 16. September 1900 bei einem Wagenunfall im Manöver bei Nossen tödlich verunglückte. 1901 errichtete das Regiment an der Unglücksstelle einen Gedenkstein. Ein Jahr darauf wurde die neue Kaserne an der Dresdner Straße bezogen.
Bei einem Manöverpatrouillenritt durch die Elbe ertranken am 12. September 1911 9 Ulanen bei Posta. Auch hier wurde vom Regiment ein Gedenkstein errichtet.

## Kriegseinsätze

### Deutsch-Französischer Krieg 1870/71
Am 29. Juli 1870 wurde das Regiment in Döbeln verladen und fuhr über Leipzig, Halberstadt, Paderborn und Wetzlar nach Mosbach am Rhein, wo es am 31. Juli 1870 eintraf. Nach der „Ordre de bataille“ bildete das 17er Ulanenregiment mit den Gardereitern die 23. Kavalleriebrigade unter Generalmajor Krug von Nidda, die mit der 24. Kavalleriebrigade unter Generalmajor Senfft von Pilsach die 12. Kavalleriedivision ausmachte. Die Führung derselben hatte Gen.Lt. Graf zur Lippe. Sie gehörte dem 12. Armeekorps an, das zunächst mit dem 9. Armeekorps die Reserve der 2. Armee bildete. Diese stand unter dem Befehl des Prinzen Friedrich Karl und war fast 200.000 Mann stark. Die 1. Armee (60.000 Mann) sammelte bei Koblenz unter dem Befehl des Generals von Steinmetz, die 3. Armee unter dem preußischen Kronprinzen Friedrich zog sich bei Mannheim zusammen (130.000 Mann). Sie stieß am 4. August 1870 bei Weißenburg (Elsass) auf den Feind und siegte bei Wörth (Elsass) am 6. August 1870.
Am selben Tag schlugen Teile der 1. und 2. Armee die Franzosen bei Spichern. Daraufhin zog sich der französische General MacMahon mit seinen Truppen (französische Rheinarmee) in sein Lager bei Châlons-sur-Marne zurück. Die erhoffte Entscheidung war dadurch vereitelt worden, aber trotzdem waren die deutschen Siege von großer Bedeutung. Napoleon III. gab den Oberbefehl an Marschall Bazaine ab, und dieser versuchte, die Rheinarmee von Metz nach Châlons zu führen.
Das wurde durch die Schlachten bei Columbey (14. August 1870), Mars-la-Tour/Vionville (16. August 1870), Gravelotte am 18. August 1870 vereitelt. General Bazaine wurde von der 1. und 2. Armee in Metz eingeschlossen. Aus dem Gardekorps, dem IV. und XII. Armeekorps und der 5. und 6. Kavalleriedivision wurde die 4. (Maas)-Armee unter dem sächsischen Kronprinzen Albert gebildet.
An diesem Kämpfen hatte das Ulanenregiment nur geringen Anteil. Sein Vormarsch ging von Mosbach über Heidesheim, Alzey nach Langmeil, wo am 5. und 8. August 1870 der Weißenburger Sieg bekannt wurde, weiter über Ramstein nach Homburg, wo der preußische König die Truppen besichtigte. Am 9. August 1870 wurde bei Habkirchen (Saarland) und Frauenberg (Lothringen) die französische Grenze überschritten. Dann ging es über Fremersdorf, Thionville in die Gegend von Solque, Secours und Achatelle, die das Regiment erst 1914 wiedersah. Am 16. August 1870 wurde die Mosel bei Pont-à-Mousson überschritten. Auf ihrem westlichen Ufer begann die eigentliche Kriegsarbeit:
- Vorpostenstellung zwischen Buxerulles und Heudicour
- Patrouillendienst nach St. Mihiel
- Kämpfe um die Festung Metz

Hier gehörte das Ulanenregiment nach der Einschließung der Franzosen in der Festung der Maasarmee an, die mit ihrer 3. Armee ins Innere Frankreichs vorrückte. Man hoffte, den Feind in Chalons oder vor Paris zu treffen. Jedoch hatte sich General MacMahon am 21. August 1870 auf Befehl der Pariser Regierung nach Norden gewandt, um sich mit der Armee von Marschall Bazaine zu vereinigen. Dies wurde von den Deutschen durch die Schlachten bei Beaumont und Sedan vereitelt.
Nach der Gefangennahme des französischen Kaisers Napoléon III. bei Sedan wurde in Paris die Republik ausgerufen. Der Krieg ging jedoch weiter. Am 23. August 1870 hatte die Maasarmee ihren Vormarsch auf Chalons begonnen. Die Division marschierte über Haudiomont, einen vergeblichen Handstreich auf Verdun wagend, nach Dieue. Von der Patrouillenarbeit rief sie am 26. August 1870 der Befehl, den Nordmarsch über Varennes anzutreten, ab. Die Streifen der Ulanen und der Gardereiter trafen schon am Nachmittag des gleichen Tages gegen 4 Uhr auf feindliche Truppen bei Grand Pre und Buzanch. Das Regiment kam bis Bayonvisse. Die Ulanen verfolgten die zurückgehenden französischen Truppen und entdeckten ein feindliches Lager in der Gegend von Beaumont.
Dies führte zur Schlacht vom 30. August 1870. Hierbei kam es zu dem berühmten Bravourstück von Douzy.
Danach wurde das Regiment in den Norden von Paris zurückbeordert und zur Bekämpfung des Bandenunwesens, der Sicherung der Verpflegung, der Bewachung von Bahnen und Brücken, zur Ausführung von Strafexpeditionen und später zur Bekämpfung der französischen Nordarmee verwendet. Das geschah im Raum Compiègne, Beauvais, Creil, und Etrepagny.
Inzwischen hatte sich die Kriegslage verändert. Durch die Übergabe von Metz am 27. Oktober 1870 wurden die Belagerungstruppen frei. Die 2. Armee zog nach der Loire ab, die 1. Armee unter General Manteuffel ging gegen die französische Nordarmee vor. Diese hatten sich bei Lille, Amiens und Rouen gesammelt. Am 20. November 1870 hatte die 12. Kavalleriedivision die Verbindung mit der 1. Armee hergestellt. Sie hatte dann die an der Epte stehende Abteilung Prinz Albrecht Sohn abzulösen. Die 17er Ulanen sicherten in der Linie Gisors – Dangu – St. Claire. Am 28. November 1879 drängten 40.000 Mann der bei Rouen stehenden Franzosen unter General Briand nach Süden. Die Angriffe häuften sich; dabei hatten die Ulanen sehr unter dem Verrat der Bewohner zu leiden, die ihren Landsleuten Stärke und Aufstellungen der deutschen Truppen übermittelten.
Um die Angriffslust des Feindes zu zügeln, wurden zwei Kolonnen nach Norden entsandt. Bei dieser Gelegenheit kam es zu dem in der Regimentsgeschichte berüchtigten nächtlichen Überfall von Etrepagny (30. November 1870). Hierbei hatte die 2. Eskadron 12 Tote, 12 Verwundete und 18 Vermisste zu beklagen. Der Gesamtverlust in der Division betrug in dieser Nacht 6 Offiziere, 159 Mann und 70 Pferde. Die Gefallenen wurden am 1. Dezember 1870 in Gisors beerdigt. Die Bewohner von Etrepagny wurden vertrieben und die Stadt angezündet.
Am 5. Dezember 1870 besetzte die 1. Armee Rouen. Die Ulanen waren abkömmlich und nach dem Osten in Marsch gesetzt worden. Hier erreichten sie am 15. Dezember 1870 Conziegne und kamen in die Gegend von Nohon. Nachdem dort die feindlichen Truppen vertrieben waren, wurden sie nach Beauvais zurückgezogen. Am 25. Dezember 1870 marschierten sie über St. Just und Roye in die Gegend von St. Quentin, wo heftige Kämpfe entbrannten. Dabei kamen sie auch in Orte, die die Deutschen erst 1916 in der Sommeschlacht wiedersahen. Anfang Februar 1871 wurden die 17er Ulanen in Compiègne in das Ruhequartier gelegt. Am 25. Februar 1871 fand die Truppenparade vor Kronprinz Albert statt.
Der März 1871 brachte den Vorfrieden; die Truppen hatten aber bis zur Zahlung eines Teiles der Kriegsentschädigung Nordostfrankreich besetzt zu halten. Am 9. Juni 1871 erfolgte der Rückmarsch über Gissone, Varennes, Verdun, Metz und Forbach nach Frankfurt, wo es am 3. Juli 1871 verladen wurde. Von dort fuhr das Ulanenregiment 17 über Fulda, Erfurt, Leipzig bis Priestewitz, um in der Nähe Quartier zu beziehen. Am 8. Juli 1871 marschierte es nach Dresden, um anderentags an der großen Parade vor König Johann teilzunehmen. Die Rückkehr und der Einzug in Oschatz geschah am 13. Juli 1871.

### Erster Weltkrieg
Bei Ausbruch des Ersten Weltkrieges befand sich das Ulanenregiment 17 als Grenzsicherung im Westen (Lothringen) des Deutschen Reiches im Verband der 8. Kavalleriedivision. Diese bestand aus der 23. Kavalleriebrigade mit dem Gardereiterregiment und den Oschatzer Ulanen. Nach der Herauslösung aus der Division wurde das Ulanenregiment 17 zuerst im Osten eingesetzt. Lediglich die 4. Eskadron verblieb in der „Kaiser-Franz-Joseph“-Kaserne und wurde Ersatzabteilung für das Regiment. Hier wurde sie am 1. April 1917 zum 50-jährigen Bestehen des Regiments zum letzten Mal auf dem Neumarkt in Oschatz fotografiert. Das Regiment machte den Vormarsch auf Riga mit und wurde dann in Kavallerienachrichtenabteilungen aufgegliedert. Neues Einsatzgebiet war ab 1916 die Halbinsel Krim. Hier dienten Teile des Regiments als Standorttruppe mit Garnisonen in Odessa und Poti. Eine weitere Aufgabe der Kavallerienachrichtenabteilungen war die Instandhaltung der Indu-Leitung (Fernsprechkabel), die von England nach Kalkutta führte.
Bei der Stationierung am Schwarzen Meer standen Teile des Ulanenregiment 17 vor fast unlösbaren logistischen Problemen. Eine Versorgung mit Lebensmitteln aus der Heimat war ausgeschlossen. So wurde das Regiment zum Selbstversorger. Um diesem Anspruch gerecht zu werden, improvisierte das Regiment und stellte entsprechend ausgebildete Reiter zur Sicherstellung der Verpflegung ab. So entstanden in Regimentsregie eine Bäckerei, eine Fleischerei und ein kompletter landwirtschaftlicher Betrieb mit Geflügel, Schweinen und Rindern. Tauschhandel mit der Bevölkerung versorgte das Regiment mit Pferdefutter, Obst, Zucker, Spirituosen und Tabak.
Nach dem Friedensvertrag von Brest-Litowsk am 3. März 1918 brachen ruhige Zeiten für die Reiter des Regiments an. Rittmeister Wilhelm (Willy) Noack berichtete sechzig Jahre später von urlaubsähnlichen Dienstbedingungen.
Rittmeister Noack führte seine Kavallerienachrichtenabteilungen als längste Ulanenfernpatrouille von Odessa am Schwarzen Meer in die sächsische Heimat zurück. Sie beschlagnahmten Güterzüge (gemäß Haager Landkriegsordnung) und fuhren zuerst Richtung Norden. Mit Streckenspringen, also dem Überwinden von schienenlosen Gegenden zu Pferde, und Gefechten mit feindlich eingestellten Soldaten, besonders in Ungarn, erreichten 278 Reiter des Ulanenregiments 17 am 24. Dezember 1918 Dresden.

#### 1. Einsatz in Russland
Am 31. August kam der Marschbefehl zur Verlegung nach Osten. Vom Verladebahnhof Peltre bei Metz ging es in 78-stündiger Fahrt auf die 1400 km lange Strecke, die die Kavalleristen über Saarbrücken, Worms, Frankfurt am Main, Bebra, Leipzig, Falkenberg, Posen, Bromberg, Dirschau, Marienburg nach Maldeuten führte.
Auftrag war, die russische Nordarmee, die unter dem Kommando von General Rennenkampf stand und auf der Linie Wehlau-Angerburg-Arysö vorgerückt war, zu vernichten.

##### Aufmarsch und Angriff
Von ihrer weit zurückliegenden Entladestation wurde die 8. Kavalleriedivision herangezogen. Die Oschatzer Ulanen marschierten vom 5. bis 8. September 1914 über Mohrungen, Liebstadt, Seeburg, Rhein zum Löwentinsee, wo es zu ersten Kampfhandlungen mit russischen Kräften kam. Nach der Zerschlagung der Narewarmee bei Tannenberg ging es darum, die rückwärtigen Verbindungen der russischen Armee zu zerstören. Die 2. und 5. Eskadron ging über Arys auf Lyck vor. Gegen Mittag des 10. September 1914 ritten die Reiter des Ulanenreg. 17 in Lyck ein.

„Der erste deutsche Soldat, der am Morgen des 10. September in das zum 2. Mal von den Russen befreite Lyck einzog, war ein Oschatzer Ulan. Wohl noch nie ist eine deutsche Patrouille – so heißt es in einem Brief eines Lyckers – nach Verjagung der Russen mit solch einem Jubel empfangen wurden, wie der sächsische Ulan aus Oschatz, der als erster deutscher Soldat nach der Russenherrschaft wieder in Lyck einzog.“

Die Deutschen verfolgten die fliehenden Russen, denn Rennenkampf wollte kein zweites Tannenberg erleben. In zahlreichen Patrouillengefechten lernten die deutschen Reiter die sehr gewandte russische Rückzugstaktik kennen.
Wiederum waren es Ulanen, die am 10. September 1914 abends als erste deutsche Truppen in Goldap einritten. Am Südrand der Rominter Heide ging es weiter, und am 12. September 1914 überquerten die Ulanen bei Wisstyniec die russische Grenze.
Das Attackengelände des russischen Karabinierregiments wurde am 13. September 1914 überquert. Nach verlustreichen Gefechten waren die Ulanen zum Rückzug gezwungen. Die Patrouille des Lt. d. Reserve Franz Herschel fing die zurückgehenden Kavalleristen ab und ritt mit ihnen die Attacke von Sumski. Die Gefechtsstärke des Regimentes war von 570 auf 389 Mann gesunken. Die Einheit wurde daraufhin nach Darkehmen verlegt.
Am 23. September 1914 ging es über Allenstein, Thorn, Gnesen, Kreuzburg nach Lublinitz, um den Österreichern zu helfen, die von überlegenen russischen Kräften zurückgedrängt worden waren.
Die 8. Kavalleriedivision sammelte sich bei Tschenstochau. Der neue Auftrag lautete, die feindliche Kavallerie bei Łódź anzugreifen.

„Marsch und Patrouillenritte waren auf den grundlosen, matschigen Wegen außerordentlich aufreibend. Die Pferde fielen um wie die Fliegen. Darum gelang es auch nicht, die nach Warschau zurückflutenden Russen abzufangen“

##### Schlacht um Warschau
Am 12. Oktober 1914 stand das Regiment 25 km vor Warschau. Die 8. Kavalleriedivision hatte den Auftrag, den Utrala-Abschnitt, also die linke Flanke der Armee, zu halten. Da die russische Armee aber mit solch großer Masse angriff, brachen die Deutschen die Schlacht um Warschau ab. Das Ul.Reg. 17 setzte sich unbemerkt vom Feinde ab und ging nach Südwesten zurück. In Łódź gab es dann am 27. Oktober 1914 zum ersten Mal eine Ruhepause für die Ulanen. Die Gefechtsstärke betrug nur noch 200 von ehemals 434 Mann.

##### Auffrischung und Vormarsch auf Riga
Die folgende Zeit verbrachte das Regiment, um sich nach den schweren Verlusten neu zu formieren. Von der Ersatzabteilung des Regiments, das in der Heimat von der 4. Eskadron vertreten wurde, waren neue Reiter eingetroffen. Allerdings waren die Kavalleristen auf Selbstversorgung angewiesen. Das Problem löste sich mit ergiebigen „Jagdstreifen“ in das ehemalige Jagdrevier der Zaren in Spała.
Erneutes Einsatzgebiet waren die Stellungen hinter Bzura und Rawka. Hier hatte ein fünf Monate dauernder Stellungskrieg begonnen, wobei die Ortschaft Godzianow die Garnison bzw. den Regimentsgefechtsstand bildete. Am 24. Mai 1915 wurden die Oschatzer Ulanen durch Landsturmtruppen ersetzt, das Regiment wurde nach Rogow verladen und neu organisiert. Nach der Verladung fuhr das Regiment über Skierniewice, Lowlez, Kulno, Thorn, Dirschau, Elbing, Königsberg, nach Memel, wo es am 16. Juni 1915 eintraf.
Nachdem die Einheit erst zur Windau vorgegangen war, wurde es beim Angriff auf die Njemenarmee eingesetzt. Bei Dobeln wurde die Windau durchfurtet und am 1. August 1915 östlich der Stadt Mitau ein Sperrriegel errichtet.
Ein neuer Vormarsch brachte die 17er Ulanen bis zur Düna. Nach der Besetzung der Dünastellung von Dübena bis Menkenhof wurden Teile des Regiments am 26. Oktober 1915 in die Heimat versetzt. Es handelte sich hierbei um insgesamt 126 Reiter aus Teilen der 1., 3., und 5., Eskadronen.
Die restlichen Verbände des Ulanenregimentes besetzten vom 26. Dezember 1916 bis 24. März 1917 die Schilestellung. Mitte März brach die russische Revolution aus, die den Krieg aber nicht beendete. Die Bolschewiki führten die Friedensverhandlungen so schleppend, dass die Deutschen den Vormarsch wieder aufnahmen. Livland und Estland wurden besetzt. Das Ulanenregiment verließ die Küstenstellungen, um in den livländischen Kreisen Wenden, Wolmar und Lemsal für Ordnung und Ruhe zu sorgen. Es hatte die Wälder und Dörfer von feindlichen Soldaten zu säubern.
Die Novemberrevolution in Deutschland machte sich im Regiment wenig bemerkbar. Jede Eskadron wählte 2 Vertrauensleute.
Die Kavalleristen bewachten dann die Bahnlinie bei Sluzk. Dieser Wachdienst war die letzte Aufgabe des Ulanenregimentes 17 in Russland und geschah zu der Zeit, als sich ihre nach Odessa und Poti abgestellten Kameraden auf dem Rückmarsch in die Heimat befanden.
Am 20. Januar 1919 begann der Abtransport in die Heimat, der am 23. Januar mit dem Eintreffen des Regimentes in Oschatz endete.
Hier wurde auch die Wiedervereinigung mit den Nachrichtenabteilungen vollzogen.

#### 2. Einsatz in Russland

##### Einsatz als Kavallerienachrichtentruppe
Nach Eintreffen der aus Russland heimkehrenden Regimentsteile wurde vom 5. November 1915 bis 22. Februar 1916 eine Kavallerienachrichtentruppe geschaffen. Diese wurde bis zum 4. Mai 1916 ausgebildet, verstärkt und anschließend nach Odessa am Schwarzen Meer in Marsch gesetzt. Die Fahrt über Ungarn und Weißrussland bis in die neuen Standorte dauerte ca. zwei Wochen. Verladen in Eisenbahnzügen, trafen am 20. Mai 1916 die Einheiten mit ihrem Beritt ein. Sie verstärkten die in den Standorten Odessa und Poti stationierten Heeresteile. Ihr neuer Auftrag war die Instandsetzung und Sicherung der Indu-Telefon- und Telegrafenleitung, die als Fernkabel von England nach Kalkutta ging.
Da die Nachrichtenabteilungen jedoch von jeglicher Versorgung aus der Heimat abgeschnitten waren, gingen sie zur Selbstversorgung über und errichteten zur Eigenversorgung einen landwirtschaftlichen Betrieb. Dieser brachte soviel Überschuss, dass die Reiter einen lebhaften Tauschhandel mit der einheimischen Bevölkerung betrieben.
Bis zum November 1917 verbrachten die Reiter urlaubsähnliche Tage an der Schwarzmeerküste. Dann setzte sich in Russland die zweite bolschewistische Revolution durch. Nach dem Waffenstillstand von Brest-Litowsk richteten sich die Reiter der Nachrichtenabteilung für einen längeren Aufenthalt ein. Heimaturlaub gab es für die Soldaten nicht, er war auf Grund der Entfernung zu Deutschland nicht zu bewerkstelligen.

##### Ulanenfernpatrouille
Nach dem Waffenstillstand am 9. November 1918 wurde am 12. November der Rückmarschbefehl in die Heimat gegeben. Auf sich alleine gestellt, mussten die Ulanen selbst für Transportraum sorgen.

„Für die Planung dieses Vorhabens brauchten wir Offiziere volle zwei Tage. Viele waren der Meinung, dass dies keinesfalls zu schaffen sei. Wir stellten uns von vornherein auf Improvisation ein. Meine Einheit, die fast ausschließlich aus Männern der 1. Eskadron bestand, hatte den Vormarsch auf Riga mitgemacht und den anhaltenden Stellungskrieg bei Rawka. Sie wollten nach Hause, besonders deshalb, weil die Nachrichten, die uns von dort erreichten, besorgniserregend waren.“

Das Regiment fuhr mit requirierten Güterzügen und kam durch Weißrussland fast ohne Schwierigkeiten; reitend und fahrend erreichten sie Ungarn. Das ehemalige Königreich der k. und k. Monarchie befand sich in voller Aufruhr. Oftmals mussten die Kavalleristen von ihren Schusswaffen Gebrauch machen, um ihr Leben zu retten. Über Prag reitend, erreichte die Nachrichtenabteilung unter Führung von Rittmeister Noack am 24. Dezember 1918 Dresden. Dort wurde sie sofort zur Aufrechterhaltung von Ordnung und Sicherheit eingesetzt.

#### Einsatz als Ordnungskräfte
Als in sich geschlossener militärischer Verband gingen die Nachrichtenabteilungen des Regimentes im Auftrag der provisorischen sächsischen Landesregierung (USPD) gegen Plünderungen und Mord vor. Der Einsatzbefehl Nr. IV/Abs. 5 vom 24. Dezember 1918 sah die Beendigung von krimineller Bandentätigkeit in der Dresdner Heide vor. Einige Angehörige des Ulanenregiments Nr. 17 wurden in die reguläre Polizei übernommen.
Im Gegensatz zu anderen Kavallerieregimentern konnte kein Nachweis erbracht werden, dass sich ehemalige Angehörige des Regiments Freikorps angeschlossen haben. Im Gegensatz zu den Soldaten des Gen.Lt. Georg Maercker („Bluthund von Ebert“), der am 9. April 1919 ein Blutbad unter Zivilisten in Magdeburg anrichtete, war die Aktion des Ulanenregiments 17 rein polizeilich.
Nach der Umgliederung in ein Kavallerienachrichtenregiment (1916) besaßen die in Dresden eingesetzten Teile des 1. Kgl.Sächs. Ulanenreg. Nr. 17 fast keine schweren Waffen mehr.
In den Abteilungen des Ulanenregimentes 17, die als Nachrichtentruppe eingesetzt waren, sowie in den Verbänden des Regimentes, das im Nordosten Russlands gekämpft hatte, hatten sich keine Auflösungserscheinungen, bedingt durch die Revolutionswirren, gezeigt. Die Reiter des Ulanenregiments Nr. 17 kamen als in sich geschlossener militärischer Verband in die sächsische Heimat zurück. Diese Soldaten ließen nicht zu, dass man ihren Offizieren die Schulterstücke herunterriss, wie anderorts in vielen Einheiten geschehen, sondern schossen sofort.
Auf die sprichwörtliche „Ulanentreue“ angesprochen, winkte Rittmeister a. D. Willy Noack in einem 1977 geführten Interview ab:

„Es war vielmehr so, dass 4 Jahre Kriegseinsatz die Mannschaften des Regimentes an ihre Offiziere gebunden hatte, die mit ihnen alles geteilt hatten. Im Gegensatz zu anderen militärischen Einheiten, wurde bei der Kavallerie nicht aus der Tiefe, also von zurückliegenden Gefechtsständen geführt, sondern die Offiziere führten vorne am Kampfgeschehen.
Die Reiter akzeptierten daher ihre Offiziere, die sie kannten und waren nicht bereit einer Utopie nachzulaufen.
Zum anderen hatten wir die Schnauze voll vom Krieg und waren über die Zustände in unserer Heimat schockiert.
Wir verstanden uns nach dem Zusammenbruch des Deutschen Reiches nur noch als sächsische Soldaten.“

Als „Rote Soldaten“ die nach Dresden zurückgekehrten Mannschaften und Unterführer der Nachrichtenabteilungen aufforderten, ihre Offiziere zu entwaffnen und auszuliefern, Maschinengewehre aufbauten und in Stellung gingen, bildeten 200 Reiter ein Karree um ihre Offiziere und sagten: „Na dann holt mal schön.“ (so geschehen am 24. Dezember 1918). Im Gegenzug entwaffneten nun die Ulanen die Aufrührer und wurden von der provisorischen Landesregierung als selbständige „Polizeikräfte“ eingesetzt.

„Bei den Lagebesprechungen mit der Polizeiführung, die nur noch über schwache, schlechtbewaffnete Kräfte verfügte und mit der Stadtverwaltung war klar, dass im Zuge der „Revolution“ „Privatrechnungen“ beglichen wurden. Mord, Plünderung und Straftaten aus niedrigsten Beweggründen traten zutage. So spielten wir die Feuerwehr für die Exekutive, die kurioserweise politisch links, also sozialdemokratisch orientiert war. Mit Verhandlungen konnte man diesen Zuständen kaum Abhilfe schaffen. So bildeten wir berittene Patrouillen die unverhofft auftauchten, den Gegner in geordnetem Feuerkampf niederrungen und festsetzten. Hierzu bekamen wir Unterstützung von Teilen eines Landwehrbataillons, das aber nicht in die Kämpfe eingreifen konnte, da es schlecht ausgebildet war. Wir setzten sie daher zur Bewachung der Gefangenen ein. Die Rädelsführer erhielten in den 1920er Jahren hohe Gefängnisstrafen. Ich selbst habe 1923 vor dem Landgericht Dresden, sowie 1924 vor dem Militärgericht Potsdam zu diesen Dingen ausgesagt.“

## Das Ende und die Auflösung 1919
Unter dem Kommando von Oberst von der Wense rückte das Regiment am 28. Januar 1919 in der Garnison Oschatz ein. Das Regiment wurde mit den in Dresden eingesetzten Teilen zum 31. Januar 1919 auf dem Truppenübungsplatz Königsbrück bei Dresden aufgelöst. Die verwaltungsmäßige Abwicklung (Kaserne, Liegenschaften, Bekleidungskammer und Ausrüstungen) wurde unter der Leitung von Regierungsoberrat Habermann, Major Siegfried von Haugk sowie den ehemaligen Ressortunteroffizieren vom 1. April 1919 bis Ende 1919 getätigt.
Vom Wachtmeister aufwärts wurde den Angehörigen gestattet, ihre persönlichen Waffen (Pistole und Säbel) zu behalten. Ein weiteres Problem brachte die Abwicklung des Beritts mit sich. Das Regiment verfügte in voller Kriegsstärke über fast 600 Pferde, die Remonte mitgerechnet. Fast alle Pferde wurden von ortsansässigen Schlachtern gekauft. Nur wenige entgingen ihrem Schicksal. Eines davon war „Nihilist“, das Pferd des Rittmeisters Willy Noack, der einfach nicht einsehen wollte, warum er seinen Kameraden, der ihn von Frankreich bis nach Riga, vom Memelland bis Odessa am Schwarzen Meer und wieder zurück in die sächsische Heimat begleitet hatte, im Stich lassen sollte. Für die Summe von 45 Reichsmark, zahlbar an die Abwicklungsstelle des Regimentes, ging er mit seinem Pferd ins Zivilleben. „Nihilist“ ist 1932 29-jährig im wohlverdienten Ruhestand, den er bei der Familie des Rttm. a. D. Noack verbringen durfte, friedlich gestorben.

## Bewaffnung ab 1900

### Lever Action Karabiner M 1895 – Winchester
Der letzte vom Konstrukteur John Browning geschaffene Winchester Lever Action Karabiner ist das Modell 1895. Es war gekennzeichnet durch das neue Kastenmagazin und die Verwendung von rauchlosem Nitropulver. Somit konnten auch Hochgeschwindigkeitspatronen verschossen werden. Die bei den Oschatzer Ulanen verwendete Waffe besaß das Kaliber 30-06. Sie besaß einen Unterhebel (Lever Action) war wesentlich leichter als der Karabiner K 98 konnte in einem Sattelschuh geführt werden und war einhändig zu repetieren.
Der größte Einzelkunde war neben dem Deutschen Reich (ca. 8.000 Stück) die Regierung des zaristischen Russlands mit über 295.000 Exemplaren, die allerdings im russischen Kaliber 7,62 mm eingerichtet waren. Diese Waffen wurden 1915–16 vertragsgemäß gebaut und versahen im Ersten Weltkrieg ihren Dienst. Hier ist auch der Grund zu sehen, weshalb die Kavallerie des Deutschen Reiches, nach Bekanntwerden des Liefervertrages an Russland, nicht mit dieser Waffe ausgerüstet wurde. Die Waffen aus der Lieferung für das russische Zarenreich wurden in Belgien bei der FN (Fabrique National) Lüttich in Lizenz gebaut.
Die Lauflänge für den Russlandauftrag lag bei 36 Inches (91 cm). Die Lauflänge für das Deutsche Kaiserreich bei 22 Inches (56 cm).

### Deutsche Armeepistole 08
Beim deutschen Heer und der kaiserlichen Marine wurden noch 1897 die letzten Reichsrevolver M 79 und M 83 ausgegeben. Dies geschah, obwohl der königlich-preußischen Gewehrprüfungskommission in Berlin-Spandau (G.P.K.) bekannt war, dass die veralteten Schwarzpulverrevolver ausgemustert werden sollten und als Ersatz dafür nur eine Selbstladepistole in Frage kam.
Die Kommission prüfte ab 1895 verschiedene Konstruktionen darunter die Borchardt-Pistole der Berliner Firma Ludwig Löwe & Cie. Diese Waffe funktionierte einwandfrei verschoss aber Patronen in den Kalibern 7,63 mm bis 7,8 mm, deren Mannstoppwirkung aber militärisch unzureichend erschien.
Die Borchardt-Pistole hatte aber ein zu hohes Gewicht, einen steilen Griffwinkel und ein ausladendes Rückholfedergehäuse, das sperrig war. Der Entwickler der Waffe, Hugo Borchardt, lehnte aber Änderungen an seiner Waffe kategorisch ab.
Als die Firma Löwe 1897 in die Deutsche Waffen- und Munitionsfabriken in Berlin (DWM) aufging, erhielt Georg Luger (1849–1923) den Auftrag, die Borchardt-Pistole unter Beibehaltung des verriegelten Kniegelenkverschlusses grundlegend zu überarbeiten. Der aus Tirol stammende Ingenieur arbeitete seit 1891 für Löwe und kannte als ehemaliger k.u.k. Landwehrleutnant die Erfordernisse an eine militärische Pistole.
Er konstruierte den Verschluss um, indem er die Verlängerung des hinteren Kniegelenkes nicht mehr gegen eine Umlenkfläche laufen ließ, sondern gegen eine Steuerkurve am hinteren Pistolenrahmen. Durch die Verlegung der Rückholfeder in den Griffrücken und die Stellung des Griffstücks in einem idealen Winkel zur Seelenachse des Laufes erhielt die neu gestaltete Pistole die ideale Grundform aller Parabellum-Pistolen. Georg Luger ließ sich seine Veränderungen patentieren. Im Ausland ist diese Pistole seitdem unter dem Namen Luger, in Deutschland als Parabellum bekannt.
Die USA kauften im April 1900 1.000 Stück zur Truppenerprobung bei der Kavallerie. Wegen der unzureichenden Mannstoppwirkung wurde diese aber nicht eingeführt. Stattdessen wurde die Coltpistole M1911 A1 im Kal. 45 ACP, auch als „Government“ bekannt, eingeführt.
Um die Waffe beim deutschen Heer einzuführen, erarbeitete der bei der G.P.K. seit 1901 der für Pistolenfragen zuständige bayerische Oberleutnant Adolf Fischer (1869–1938) Änderungsvorschläge. Alle wesentlichen Detailänderungen an Pistole und Patrone gehen auf die Zusammenarbeit zwischen Luger und Fischer zurück. Auf Anraten Fischers weitete Luger den flaschenförmigen Hals der 7,65er Hülse auf 9 mm. So entstand die Patrone 9 mm Parabellum, die heute als 9 mm Luger oder als 9 mm x 19 bezeichnet wird.
Die offizielle Bezeichnung für die Pistole sind für die Marine „Pistole 1904“ und für das Heer „Pistole 08“ sowie „Lange Pistole 08“. Eine Bezeichnung „Marine 08“ hat es nie gegeben.
Die etatmäßige Beschaffung der Pistolen war durch den Reichshaushalt 1904/05 geregelt. Der Reichshaushalt betrug insgesamt 2,9 Milliarden Mark, davon entfielen auf den Unterhalt und Neuanschaffungen des Heeres 800 Millionen (Gold)Mark. So kostete die Pistole einschließlich Holster und 2 Ersatzmagazinen 43,75 Mark. Herausragende Durchschlagskraft bei geringem Rückstoß und ein störungsfreier Gebrauch zeichneten diese Waffe aus. Man muss den Wert der Goldmark zum Euro mit 50 multiplizieren, um eine ungefähre Relation zur heutigen Kaufkraft herzustellen.

### Kavalleriesäbel-M92
Der Säbel kam aus dem Orient nach Europa. Sein charakteristischstes Merkmal ist die gekrümmte Klinge. Die Krümmung der Klinge ermöglicht, dass sie beim Hieb durch die Wunde gezogen werden kann und diese durch den Schnitt noch vertieft. Der Pallasch stellte eine Besonderheit dar, dieser besaß ein Säbelgriffstück bei gerader Klinge.
Vom Jahr 1764 an waren alle berittenen Einheiten der sächsischen Armee mit einem Säbel ausgerüstet, den die Soldaten auf Grund seines Gewichtes und seiner relativen Unhandlichkeit als „Fleischhauer“ bezeichneten. Sein Griffstück besaß einen Handschutz, der es als Korb umschloss.
Das Königreich Sachsen beachtete bei der Ausrüstung der Kavallerie mit Hiebwaffen die Regel, dass die schwere Kavallerie mit Pallaschen, die Husaren und auch die Ulanen mit einem Säbel ausgerüstet waren. Um die Mitte des 19. Jahrhunderts wurden die gesamten berittenen Verbände der sächsischen Armee mit einem einheitlichen Säbeltyp ausgerüstet.
Der sächsische Kavalleriesäbel M92 ging aus dem gleichnamigen preußischen Vorbild hervor. Die leicht gekrümmte, einschneidige Klinge ist in ihrem unteren Drittel zweischneidig mit beidseitiger in der Klingenmitte gelegene Hohlkehle und bestand aus Damaszenerstahl. Der Säbel wurde 1892 bei den Ulanen eingeführt und löste das Vorgängermodelle M86 und M89 ab, die schwerer zu handhaben waren.
Das Modell M92 wurde in zwei Modifikationen hergestellt, eine für Mannschaften und eine für das Offizierskorps. In der Offiziersversion war die Klinge auf beiden Seiten ihres oberen Teils und auf dem Rücken mit einem geätzten und vergoldeten Dekor versehen. Auf der Außenseite findet man bei der Version des M92, den ab 1904 hergestellten Waffen, unter der Königskrone die Herrscherinitialien FA des sächsischen Königs Friedrich August III. (1865–1932 reg. von 1904 bis 1918), auf der Innenseite in einer vergoldeten Kartusche das sächsische Rautewappen mit zwei Löwen, die einen Schild und die Königskrone halten. Der Holzgriff ist mit Schlangenhaut überzogen und mit gedrehtem Messingdraht umwickelt. Die Offiziersversion wurde vom Eigentümer selbst bezahlt, vom Zeugamt Dresden für den Träger hergestellt und auf Wunsch mit seinen Initialen versehen.

## Offiziersrangliste in Regimentsaufstellung

### Regimentskommandeure
- 1867–1874 Generalleutnant Centurius von Miltitz
- 1874–1878 Oberst Ernst Bernhard Graf Vitzthum von Eckstädt
- 1878–1880 Oberstleutnant Karl Albert Edler von der Planitz
- 1880–1883 Oberst Kurt Heinrich Alerius Hildebrand von Einsiedel
- 1883–1889 Oberst Friedrich Leopold von Polenz
- 1889–1892 Oberst Georg von Schimpff
- 1892–1894 Oberst Adolph Karl Enoch von Stieglitz
- 1894–1899 Generalleutnant Philipp von Haugk
- 1899–1902 Oberst Carl Freiherr von Stein zu Lausnitz
- 1902–1904 Generalmajor Hermann Freiherr von Salza und Lichtenau
- 1904–1909 Generalmajor Hans Dedo Freiherr von Milkau
- 1909–1911 Oberstleutnant Henning von Arnim
  - Major von Schönberg (stv.)
  - Lt. Mosig von Aehrenfeld (Adjutant)
- 1911–1914 Generalmajor Arthur von Bodenhausen
- 1914–1915 Oberst Dr. Hans von Mangoldt-Gaudlitz
- 1915–28. Januar 1919 Oberst Ernst August von der Wense (Ernennung zum Reg.Kdr. am 1. Juli 1915, Beförderung zum Oberst am 30. November 1917 und gleichzeitig zum 1. Adjutant des Mobilen Generalkommandos 19, rückte mit diesem ins Felde.)

### Offiziere und Unterführer der Eskadronen
(Stand: 1911–1914)

#### I. Eskadron
- Eskadronschef: Rittmeister Kraus
- Stv. Eskadronchef: Oberleutnant von Minckwitz

- Innendienstleiter / Eskadronswachtmeister: Wachtmeister Klausch

Technische Dienste:
- Waffenmeisterei: Feldwebelleutnant Heye
- Regimentssattlerei: Wachtmeister Opitz
- Pferdeausbildung: Wachtmeister Friedrich Schmitz; am 1. Januar 1915 zum Leutnant befördert; gefallen am 12. Juni 1915 in Russland

Zugführer:
- 1. Zug: Oberleutnant von Minckwitz
- 2. Zug: Leutnant Wilhelm (Willy) Noack; zugleich Regimentsausbildungsoffizier

#### II. Eskadron
- Eskadronschef: Rittmeister Bayer
- Stv.Eskdrchef: Lt.Siegfried von Haugk

- Innendienstleiter/Eskadronswachtmeister: Wmstr.Reißig später: Wmstr.Pohle

Zugführer:
- 1. Zug: Lt. S. von Haugk
- 2. Zug: unbekannt

#### III. Eskadron
- Eskadronschef: Rittmeister von Pape
- Stv.Eskdrchef: Lt. Walther von Haugk

- Innendienstleiter/Eskadronswachtmeister: Wmstr. Freudenberg

Zugführer:
- 1. Zug: Lt. W. von Haugk
- 2. Zug: Lt. Friedrich Kirchner

#### IV. Eskadron
- Eskadronschef: Rittmeister Graf von Castell-Castell
- Stv.Eskdrchef: Lt. von Ehrenstein

- Innendienstleiter/Eskadronswachtmeister: Wmstr. Kind

Zugführer:
- 1. Zug: Lt. von Ehrenstein/Lt.v.Arnim
- 2. Zug: Lt.Helmut Faber (1914 degradiert und zur Infanterie versetzt) später: Lt.Stresemann

#### V. Eskadron
- Eskadronschef: Rittmeister von Schönberg-Rotschönberg
- Stv.Eskdrchef: Olt. von Bocksberg

- Innendienstleiter/Eskadronwachtmeister: Wmstr. Ulrich

Zugführer:
- 1. Zug: Olt. von Bocksberg/Lt.Kirschner
- 2. Zug: Olt von der Decken/Lt. Frhr. Heinz von Luttiz

### Regimentsärzte
- Oberstarzt: Dr. Wichmann
- Oberstabsvet.: Dr. Blumentritt
- Stabsvet.: Dr. Jenischen
- Oberveterinär: Stütze

### Regimentsbeamte
Verwaltung:
- Oberzahlmeister Pohle
- Verwaltungsoberinspektor Habermann
- Proviantamtsinspektor Schulze
- Proviantamtsmeister Eichler

Technische Dienste:
- Regimentssattlerei: Wmstr. Opitz/Firma Kettner
- Waffenmeisterei: Feldwebelleutnant Heye

## Dienstgradbezeichnungen der kgl. sächsischen Kavallerie
Mannschaften:
- Reiter (Rt)
- Oberreiter (ORt)
- Obergefreiter (OGefr)

Unteroffiziere:
- Korporal (Korp)
- Sergeant (Sgt)

Portepeeunteroffiziere:
- Wachtmeister (Wmstr)
- Oberwachtmeister (OWmstr)
- Hauptwachtmeister (HWmstr)

Offiziere:
- Feldwebelleutnant (FwLt) -aus dem Unteroffizierstand befördert ohne Aufstiegsmöglichkeiten
- Leutnant (Lt)/
- Oberleutnant (OLt)
- Rittmeister (Rttm)

## Garnisonsgeschichten aus der Ulanenzeit
Nachfolgende Begebenheiten haben sich während der Stationierung des 1.Kgl.Sächs.Ul.Reg.17 und danach tatsächlich ereignet und sind heute noch in Teilen der Bevölkerung präsent.
- Geschichten um Graf von Luckner genannt: Der „Rote Graf“

- Konversation mit langem Tischbesteck

Feldwebelleutnant Heye, der Chef der Regimentswaffenmeisterei, war im Zivilberuf Büchsenmacher. Er verstand sich auf die Herstellung von Blankwaffen und deren Handhabung wie kein zweiter. Er trainierte auch in den Abendstunden in der Reithalle Fechten im freien Stil mit dem schweren Kavalleriesäbel M 92, den er für seine Handhabung leicht abgewandelt hatte.
Die Klinge seines Säbels besaß eine Schneide, die hauchdünn, aber nachgehärtet war.
Ein besonderes Kunststück, das er aber nur im engsten Kreise zeigte, bestand darin, eine brennende Kerze von etwa 5 cm Durchmesser mit dem Säbel so zu durchschlagen, dass beide Teile aufeinander stehen blieben und die Flamme nicht verlöschte. Dieses Kunststück hatte er von einem Artisten vom Zirkus Sarrasani in Dresden gelernt, und gekonnt verblüffte er seine Zuschauer immer wieder aufs Neue.
Eines Samstag Abends ritten er und ein Kamerad der 1. Eskadron Offiziersstreife in Oschatz, als sie vom Gendarmen angehalten und auf eine Schlägerei im Gasthaus „Zum Schwanen“ hingewiesen wurden.
Dort angekommen, gerieten sie in die handfeste Auseinandersetzung zwischen mehreren Soldaten einer Landwehreinheit, die sich mit dem Seitengewehr Achtung verschaffen wollten. Feldwebelleutnant Heye zog seinen Säbel aus dem Sattel, ritt mit dem Pferd ins Lokal und erklärte den verblüfften Landwehrsoldaten die Festnahme. Diese gewannen allerdings nach kurzer Verwunderung die Fassung wieder und drohten nun ihrerseits dem Offizier. Heye fackelte nicht lange, sondern durchschlug mit der blanken Waffe eine brennende Kerze, die unter der Decke hing. Das fruchtete. Die Soldaten waren augenblicklich nüchtern. Im Nachhinein, so erzählte man sich in Oschatz, haben sich die Soldaten allerdings bei ihrer Festnahme an den Hals gegriffen, wohl zur Kontrolle ob noch alles fest wäre.
- Überlassen Sie das Denken Ihrem Pferd, das hat den größeren Kopf

In der 1. Eskadron versah im Jahre 1914 ein Wachtmeister Friedrich Schmitz seinen Dienst, der deutschstämmig jahrelang in den USA gelebt und dort in der US-Kavallerie gedient hatte. Dieser Schmitz war nicht nur bei seinen Kameraden beliebt, sondern auch bei den Offizieren des Regiments. Er verstand sich vortrefflich auf die Pferdeausbildung und stand in dem Ansehen, auch das unreitbarste Pferd ausbilden zu können. Das sprach sich schnell herum. Die Zahl seiner Bewunderer wuchs genauso schnell wie die der Neider. Einer dieser Neider war Leutnant Helmut Faber, Zugführer der 4. Eskadron. Die Pferdeausbildung wurde eskadronsweise vollzogen und so kam es, dass Wachtmeister Schmitz in die 4. Eskadron kommandiert wurde. Eines Tages gerieten er und Leutnant Faber so aneinander, dass Faber den erfahrenen Kavalleristen anschrie:
„… und Sie überlassen das Denken in Zukunft Ihrem Pferd, das hat den größeren Kopf. Das ist ein Befehl, verstanden?!!“
Kurze Zeit später rückte die 4. Eskadron zu einer Gefechtsübung in die Dresdner Heide aus.
Am Abend diskutierten die Offiziere im Königsbrücker Offizierskasino über Taktik der Kavallerie, auch über die anderer Staaten. Der Adjutant seiner königlichen Majestät war zugegen und zur Klärung einer Frage wurde Wachtmeister Schmitz ins Kasino bestellt. Man stellte ihm die Frage, die nur er aufgrund seiner Dienstzeit in der US-Kavallerie beantworten konnte. Wachtmeister Schmitz antwortete, da wisse er nur wenig Bescheid. Darauf Rittmeister Graf von Castell-Castell: „Dann denken Sie doch mal scharf nach.“ Antwort Wachtmeister Schmitz: „Mit Verlaub. Herr Rittmeister, auf ausdrücklichen Befehl von Herrn Leutnant Faber, darf das Denken, was meine Person betrifft, nur von meinem Pferd ausgeführt werden.“ Die Reaktion seitens der Offiziere ist nicht überliefert.
- Ulanentreue

Zur Zeit des Nationalsozialismus wurden viele politisch Andersdenkende verfolgt. Andere wiederum, die sich im Ersten Weltkrieg ausgezeichnet hatten, wurden von den Organen der NSDAP hofiert und umworben. Diesen Werbungen waren gerade die ehemaligen Offiziere des Ulanenregimentes 17 ausgesetzt. Dass ein deutscher Offizier auch Sozialdemokrat sein kann, war vielen dem braunen Denken verhafteten Persönlichkeiten unvorstellbar. Auf Werbungsversuche seitens der Nationalsozialisten reagierte Rittmeister a. D. Stresemann schon lange nicht mehr. Er war inzwischen auch aus den Kriegervereinen ausgetreten und hatte sich als Unternehmer in Dresden eine bescheidene Existenz aufgebaut. Nach der Reichskristallnacht wollte man nun auch unter den Sozialdemokraten und sozialdemokratisch eingestellten ehemaligen Offizieren Großreinemachen. Eines Tages kam dann auch die Dresdner Gestapo mit einem Schutzhaftbefehl zu Stresemann. Stresemann wurde abgeführt und zur Verblüffung der örtlichen Gestapobeamten wurde ihnen der „Fang“ direkt vor der Haustür des Festgenommenen von einem SS-Hauptsturmführer und zwei weiteren Offizieren des Reichssicherheitshauptamtes (RSHA) abgenommen. Begründungen wurden seitens der SS-Offiziere keine gegeben. Nach dem Zusammenbruch des Dritten Reiches klärte Stresemann das Rätsel aus seinem Schweizer Exil: Der Hauptsturmführer war ein ehemaliger Fähnrich des Oschatzer Ulanenregimentes, der seinem ehemaligen Chef die Ulanentreue erwiesen hatte.

## Kasernen und mil. Liegenschaften der Garnisonsstadt Oschatz in der Ulanenzeit (1867–1919)

### Stadtquartiere
Bis zur Fertigstellung des ersten Kasernenkomplexes waren der Stab und 3 Eskadrons in Bürger- und Stadtquartieren untergebracht. Die Offiziere des Regimentes hatten sich in Oschatz im Gasthof „Zum Löwen“ und in Riesa im Restaurant zur „Elbterrasse“ jeweils ein Kasino eingerichtet. Während des Bestehens des Regimentes wohnten alle Offiziere ab Rittmeister aufwärts in Stadtquartieren.

### Große Kaserne (Fiskalische Kaserne I)
Seit 21. November 1891 Kaiser-Franz-Joseph-Kaserne. Der 1870 begonnene Bau dieser Kaserne war bis zum Einrücken des Regimentes am 13. Juli 1871 in Oschatz bis auf das Mannschaftsgebäude fertiggestellt. Somit musste die 2. und 4. Eskadron aus dem ehemaligen Standort Riesa zeitweilig in Stadtquartieren der Stadt Oschatz untergebracht werden. Die Belegung der Kaserne erfolgte noch im Jahr 1871. Auf Anordnung des Regimentskommandeurs fand am 1. Juli 1882 ein Quartierwechsel innerhalb des Regimentes statt. Die bisher in der Kaserne einquartierte 2. und 4. Eskadron bezog Stadtquartiere und die 1. und 3. Eskadron belegte die Kaserne.

### König Georg-Kaserne (Gemietete Kaserne II)
Der auch als „Gadegast-Kaserne“ bezeichnete Bau ist durch den Erbauer und Eigentümer des Grundstückes, dem Oschatzer Rittergutsbesitzer Gadegast, bekannt geworden. In den Jahren 1901 und 1902 entstanden ein Mannschaftsgebäude, ein Stallgebäude, ein Reithaus, eine Beschlagschmiede, ein Wagenschuppen und ein Kammergebäude. In diesem Komplex war die 5. Eskadron untergebracht.

### König Friedrich August-Kaserne (Fiskalische Kaserne III)
In den Jahren 1909 bis 1911 wurden für die 2. Eskadron ein Mannschaftsgebäude, ein Stallgebäude, ein Reithaus, ein Wagenschuppen und eine Beschlagschmiede mit der Waffenmeisterwerkstatt unmittelbar an das Grundstück der König Georg-Kaserne errichtet.

### Prinz Albert-Kaserne (Fiskalische Kaserne IV)
Für die 4. Eskadron wurde noch bis 1913 der 4. und damit letzte Bauabschnitt der Kasernenbauten für das 1. Königlich Sächsische Ulanenregiment Nr. 17 vollendet. Es entstanden ein Mannschaftsgebäude, ein Stallgebäude, ein Schuppen für Friedensgeräte, eine Schmiede und ein Reithaus.

### Garnisonslazarett
Am Rand des Oschatzer Stadtzentrums kaufte 1870 der Reichsmilitärfiskus den ehemaligen Spinnereibetrieb aus Privatbesitz auf und nach den notwendigen Umbauten entstand darin das Lazarett. Das Objekt ist heute leerstehend unter Seminarstraße 20 zu finden.

### Alte Wache
In der Sporerstraße 1 unmittelbar am Neumarkt übernahmen schrittweise ab 1867 bis 1899 die Ulanen das Gebäude. Danach wurde nur noch die Wache im Erdgeschoss bis 1912 genutzt.

### Reithäuser im Stadtgebiet
In der Reithausstraße wurde anfänglich das Reithaus durch die Ulanen genutzt. Mit dem Bau der Reithäuser in den Kasernen zog die Oschatzer Feuerwehr in das Gebäude ein.
In der Theodor-Körner-Straße entstand ein weiteres Reithaus für das Regiment. Dieses Gebäude ist heute ebenfalls noch in privater Nutzung.
Nach 1919 wurden alle Einrichtungen des Regimentes einer zivilen Nutzung zugeführt. Nur die Fiskalischen Kasernen III und IV wurden weiter militärisch genutzt.

## Historische Zeitungsartikel
- „Leipziger Neueste Nachrichten“ vom 10. Oktober 1914 – Archiv F.H.Noack
- „Das Oschatzer Land“ Juli 1924 – Privatarchiv – Gert Jubisch – Oschatz

## Bilddokumente

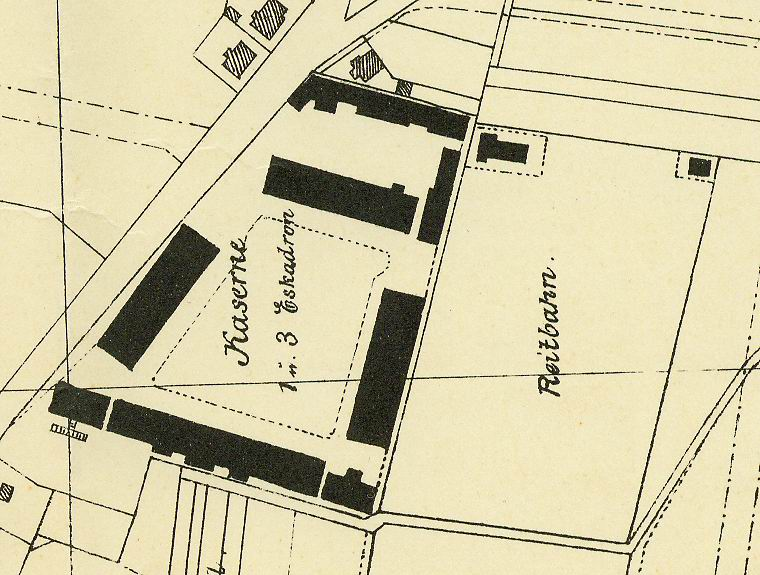
Stadtplan Oschatz 1912
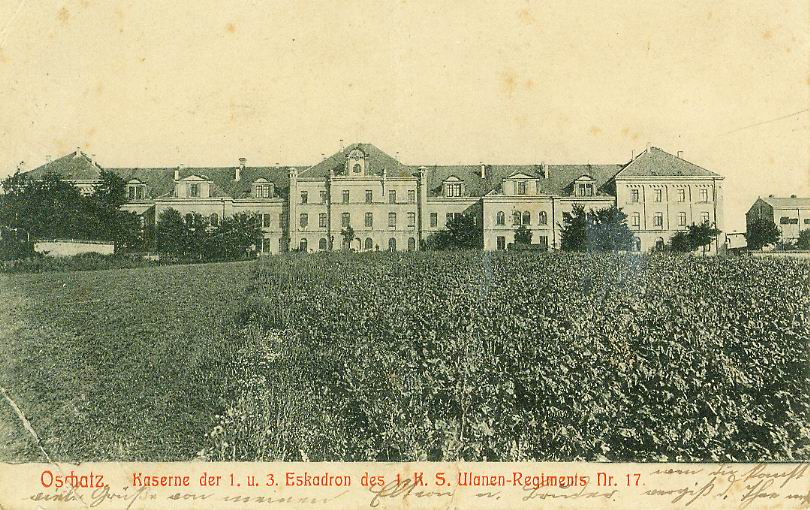
Kaiser Franz Joseph Kaserne
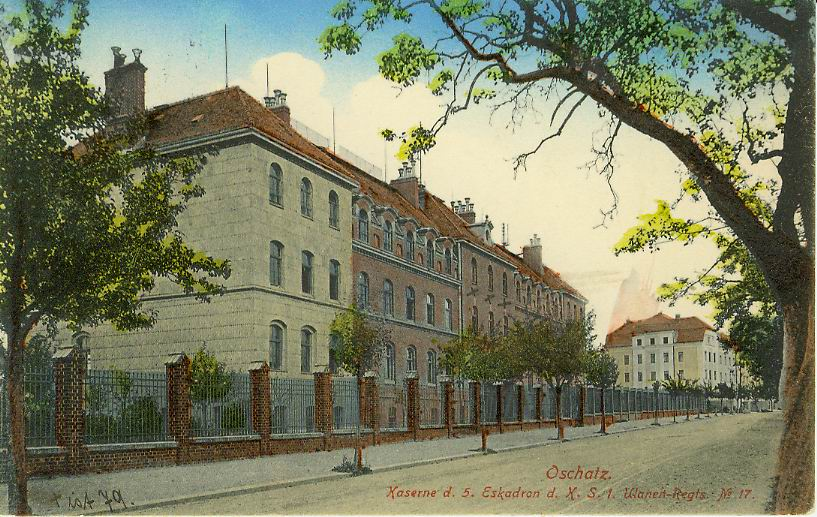
König Georg Kaserne
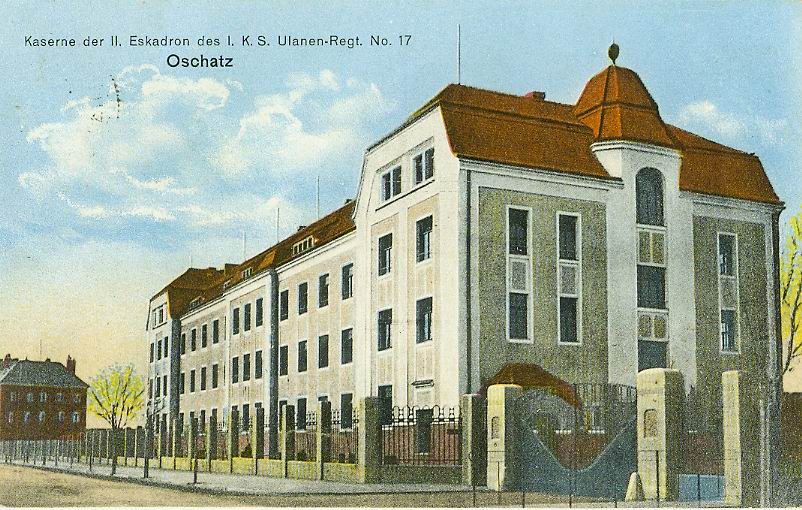
König Friedrich August Kaserne
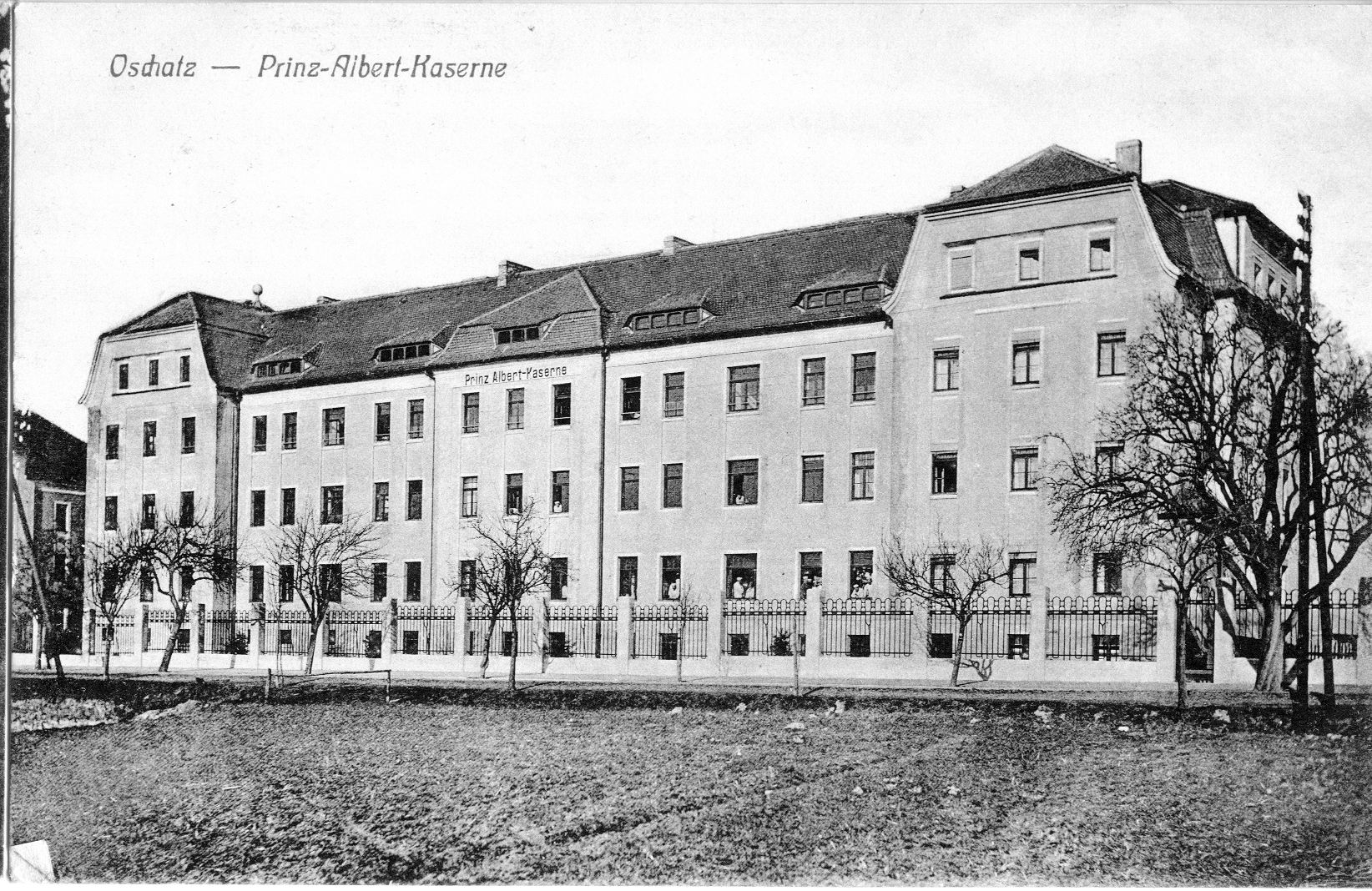
Prinz Albert Kaserne
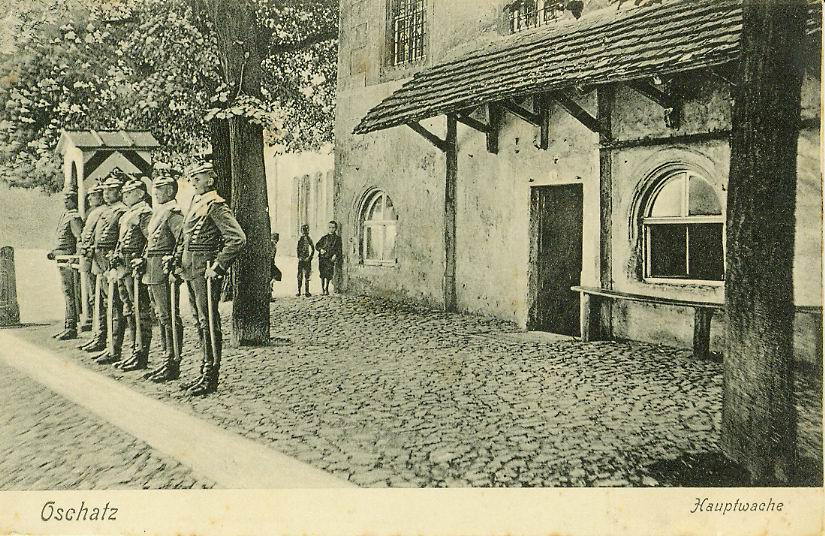
Hauptwache in Oschatz